# Liste der Biografien/Wall
Liste der Biografien |
Portal Biografien |
Personensuche
# |
A |
B |
C |
D |
E |
F |
G |
H |
I |
J |
K |
L |
M |
N |
O |
P |
Q |
R |
S |
T |
U |
V |
W |
X |
Y |
Z |
?
 
Wa |
Wc |
Wd |
We |
Wh |
Wi |
Wj |
Wl |
Wn |
Wo |
Wr |
Ws |
Wt |
Wu |
Ww |
Wy |
Wz
 
Waa |
Wab |
Wac |
Wad |
Wae |
Waf |
Wag |
Wah |
Wai |
Waj |
Wak |
Wal |
Wam |
Wan |
Wao |
Wap |
Waq |
War |
Was |
Wat |
Wau |
Wav |
Waw |
Wax |
Way |
Waz
 
Wala |
Walb |
Walc |
Wald |
Wale |
Walf |
Walg |
Walh |
Wali |
Walj |
Walk |
Wall |
Walm |
Waln |
Walo |
Walp |
Walq |
Walr |
Wals |
Walt |
Walu |
Walw |
Waly |
Walz
Die Liste der Biografien führt alle Personen auf, die in der deutschsprachigen Wikipedia einen Artikel haben. Dieses ist eine Teilliste mit 833 Einträgen von Personen, deren Namen mit den Buchstaben „Wall“ beginnt.

## Wall
- Wall Perné, Gustaaf van de (1877–1911), niederländischer Maler, Illustrator, Buchgestalter und Schriftsteller
- Wall, Alex (* 1990), kanadischer Eishockeyspieler
- Wall, Angus (* 1967), US-amerikanischer Filmeditor
- Wall, Anna de (1899–1945), deutsche Scherenschnitt-Künstlerin
- Wall, Anthony (* 1975), englischer Golfer
- Wall, Aron C. (* 1984), US-amerikanischer theoretischer Physiker
- Wall, Art (1923–2001), US-amerikanischer Golfspieler
- Wall, Barbara (1911–2009), britische Schriftstellerin
- Wall, Barbara (* 1948), australische Squashspielerin
- Wall, Bernard (1908–1974), britischer Schriftsteller, Journalist und Übersetzer
- Wall, Brad (* 1965), kanadischer Politiker
- Wall, C. T. C. (* 1936), englischer Mathematiker und Hochschullehrer
- Wall, Chris (1953–2021), US-amerikanischer Country-Sänger und Songwriter
- Wall, Colter (* 1995), kanadischer Sänger, Songschreiber und MusikerColter Wall (* 1995)

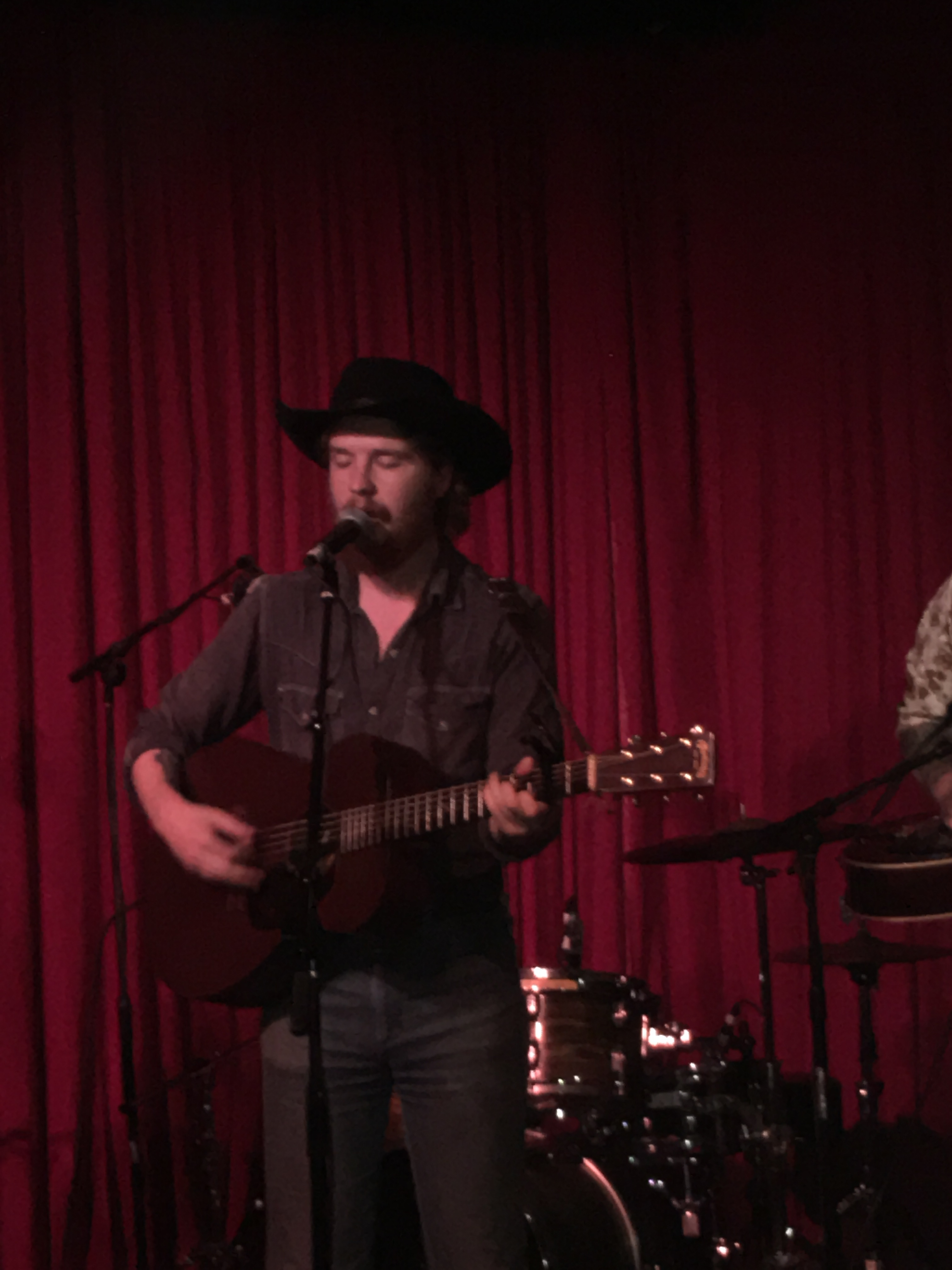
Colter Wall (* 1995)

- Wall, Cornelio, mexikanischer Schauspieler mennonitisch-deutscher Herkunft
- Wall, Dan (* 1954), US-amerikanischer Jazzmusiker
- Wall, Daniel (* 1966), deutscher Unternehmer
- Wall, Diana H. (1943–2024), US-amerikanische Ökologin und Bodenkundlerin
- Wall, Dieter (1932–2010), deutscher Informatiker
- Wall, Dorothy (1894–1942), in Neuseeland geborene australische Autorin und Illustratorin von Kinderbüchern
- Wall, Erin (1975–2020), kanadische Opernsängerin (Sopran)
- Wall, Ernst (1903–1985), deutscher Prähistoriker
- Wall, Francis Joseph (1866–1947), irischer Geistlicher, Weihbischof in Dublin
- Wall, Frank (1868–1950), britischer Militärarzt und Herpetologe
- Wall, Friederike (* 1964), deutsche Wirtschaftswissenschaftlerin
- Wall, Garret D. (1783–1850), US-amerikanischer Politiker
- Wall, George (1885–1962), englischer Fußballspieler
- Wall, Hannah (* 1991), neuseeländische Fußballspielerin
- Wall, Hans (1942–2019), deutscher Unternehmer und MäzenHans Wall (1942–2019)

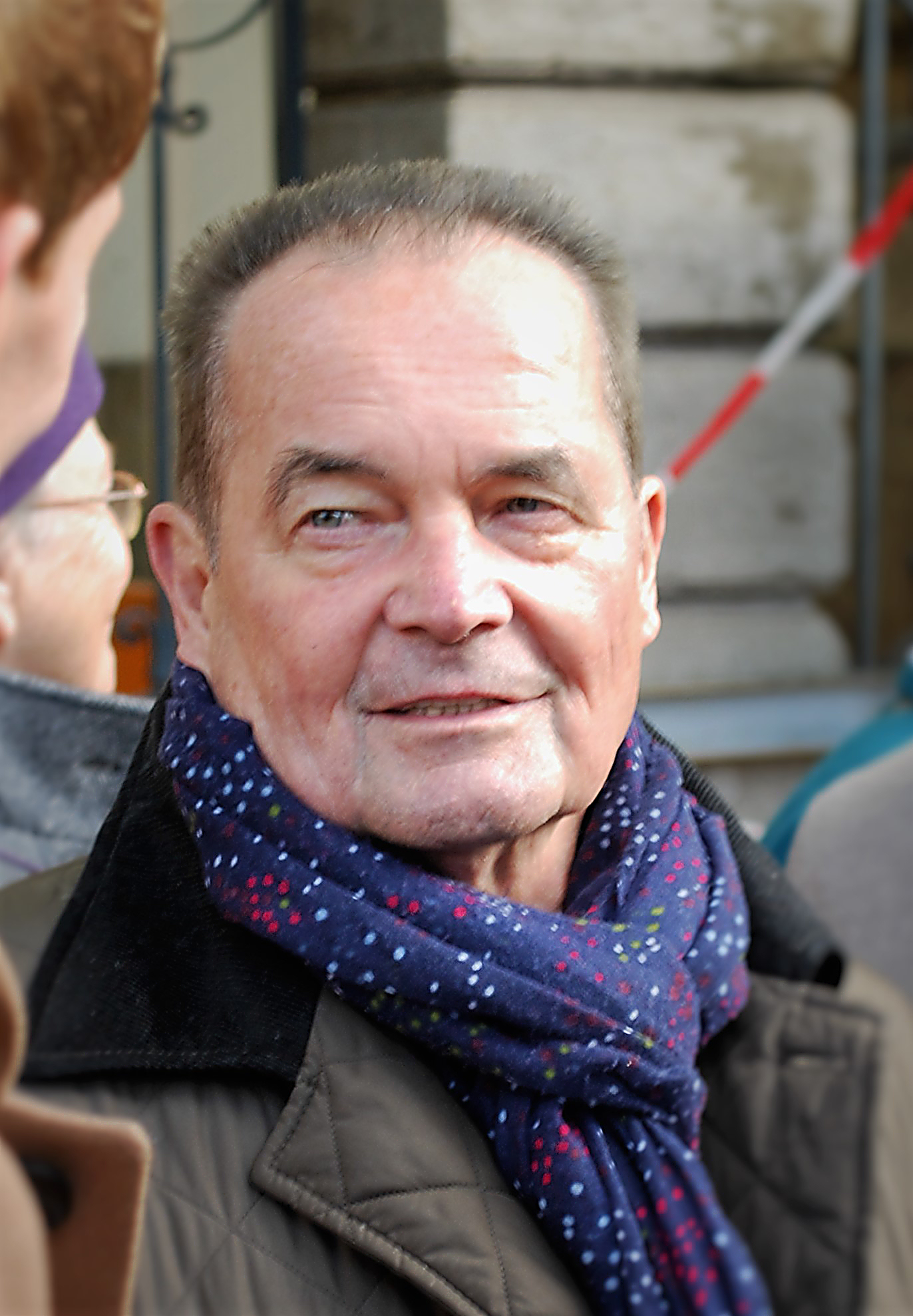
Hans Wall (1942–2019)

- Wall, Heinrich de (* 1961), deutscher Rechtswissenschaftler und Hochschullehrer
- Wall, Hildegard (1894–1980), deutsche Schauspielerin der Stummfilmzeit
- Wall, Hubert Stanley (1902–1971), amerikanischer Mathematiker und Hochschullehrer
- Wall, Jack (* 1945), irischer Politiker
- Wall, Jade (* 1989), australische Softballspielerin
- Wall, James Sean (* 1964), US-amerikanischer Geistlicher, Bischof von Gallup
- Wall, James Walter (1820–1872), US-amerikanischer Politiker
- Wall, Jeff (* 1946), kanadischer Künstler
- Wall, John (* 1990), US-amerikanischer BasketballspielerJohn Wall (* 1990)

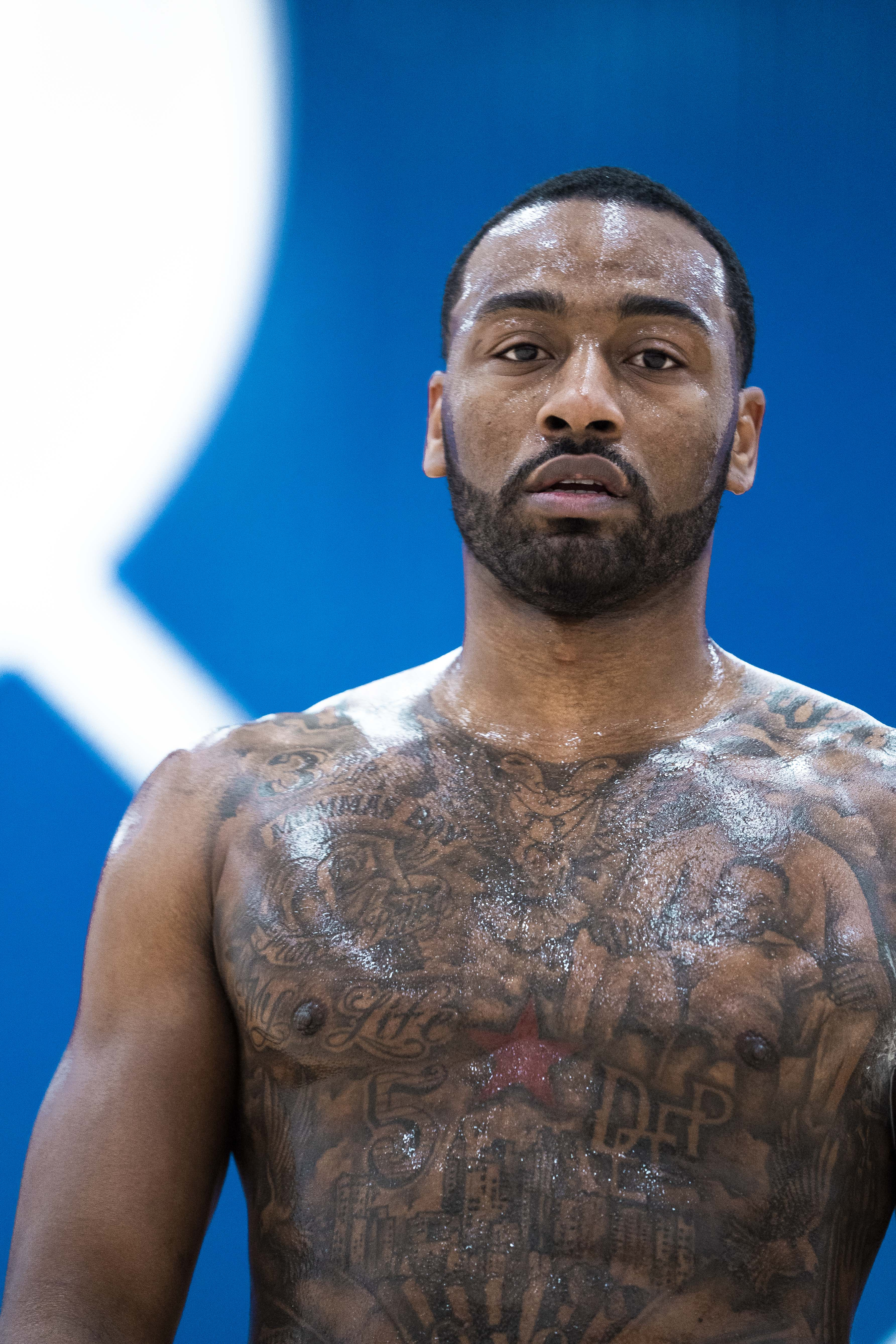
John Wall (* 1990)

- Wall, John W. (1910–1989), britischer Schriftsteller und Diplomat
- Wall, John, Baron Wall (1913–1980), britischer Manager
- Wall, Josephine (* 1947), britische Fantasy-Künstlerin und Bildhauerin
- Wall, Kim, britischer Schauspieler
- Wall, Kim (* 1969), US-amerikanische Schauspielerin
- Wall, Kim (* 1983), britische Leichtathletin
- Wall, Kim (1987–2017), schwedische Journalistin
- Wall, Larry (* 1954), US-amerikanischer Informatiker, Erfinder der Programmiersprache Perl
- Wall, Leonard James (1924–2002), kanadischer Geistlicher, Erzbischof von Winnipeg
- Wall, Louisa (* 1972), neuseeländische Politikerin
- Wall, Margaret, Baroness Wall of New Barnet (1941–2017), britische Politikerin und Gewerkschaftsfunktionärin
- Wall, Marie (* 1992), schwedische Handballspielerin
- Wall, Mark (* 1970), irischer Politiker
- Wall, Mervyn (1908–1997), irischer Schriftsteller
- Wall, Michael (* 1985), kanadischer Eishockeytorwart
- Wall, Mick (* 1958), britischer Autor und Journalist
- Wall, Monroe E. (1916–2002), US-amerikanischer Chemiker
- Wall, Murray (1945–2022), australischer Jazzmusiker
- Wall, Nick (* 2000), englischer Squashspieler
- Wall, Patrick David (1925–2001), britischer Neurobiologe
- Wall, Paul (* 1981), US-amerikanischer RapperPaul Wall (* 1981)
- Wall, Paul (* 1997), russischer Boxer

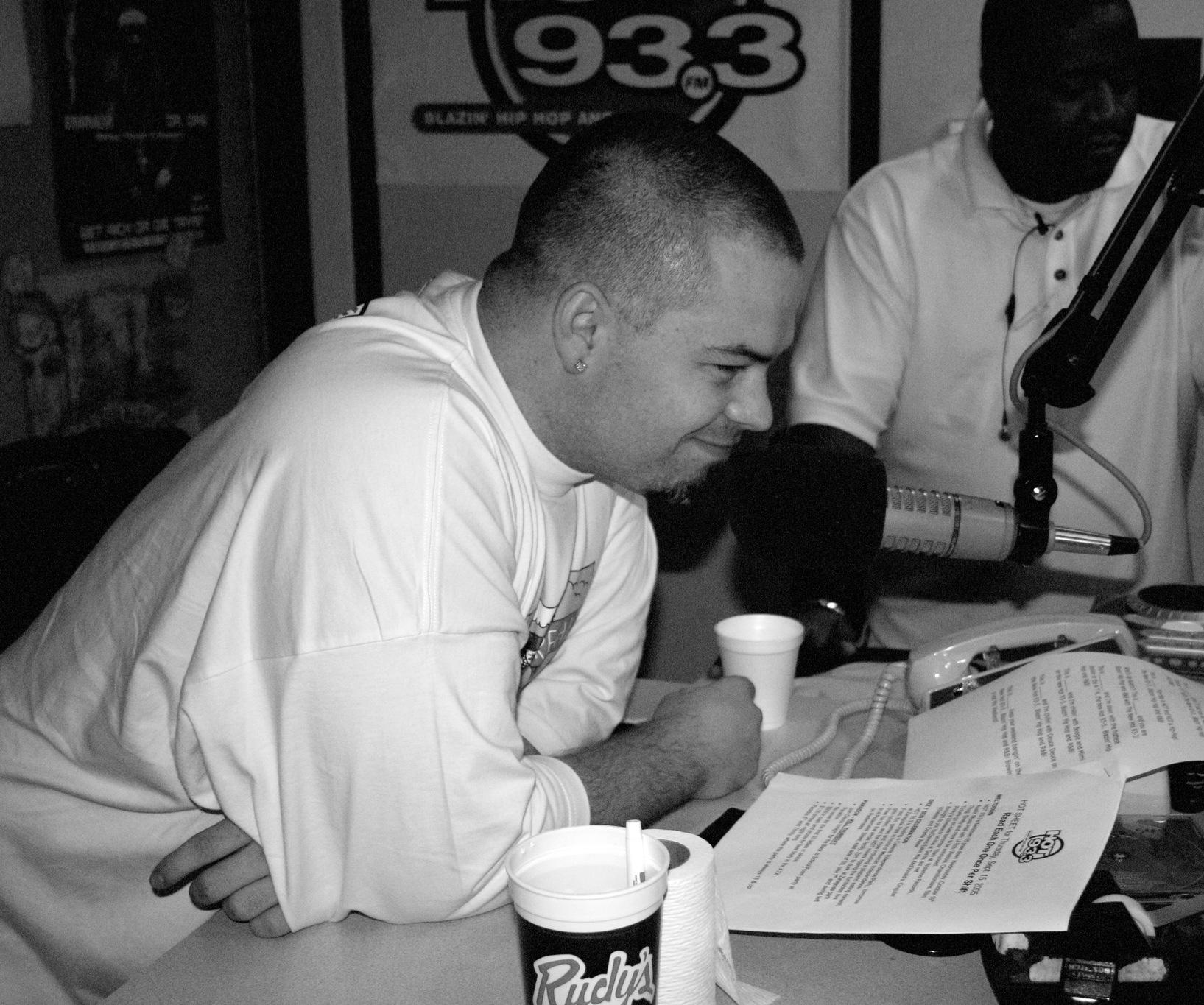
Paul Wall (* 1981)

- Wall, Peter († 1568), römisch-katholischer irischer Geistlicher und Dominikaner
- Wall, Peter (1582–1630), römisch-katholischer deutscher Geistlicher
- Wall, Peter (1944–2024), englischer Fußballspieler und -trainer
- Wall, Peter (* 1955), britischer General
- Wall, Ricardo (1694–1777), irischstämmiger Offizier, Diplomat und Politiker in Diensten der spanischen Krone
- Wall, Richard (* 1953), österreichischer Schriftsteller, Übersetzer, Bildhauer und Heimatforscher
- Wall, Robert (1939–2022), US-amerikanischer Schauspieler und Stuntman
- Wall, Scott (* 1966), US-amerikanischer Basketballschiedsrichter
- Wall, Stephen (* 1947), britischer Diplomat
- Wall, Steve (* 1946), amerikanischer Fotograf und Autor
- Wall, Ulrike (* 1958), österreichische Politikerin (FPÖ), Landtagsabgeordneter
- Wall, William (1800–1872), US-amerikanischer Politiker
- Wall, Wolfgang A. (* 1964), österreichischer Bauingenieur und Hochschullehrer

### Walla
- Walla, August (1936–2001), österreichischer Künstler
- Walla, Friedrich (* 1941), österreichischer Literaturwissenschaftler
- Walla, Hans (1909–1978), österreichischer bzw. deutscher Gewichtheber
- Walla, Josef, ungarisch-deutscher Holzstecher, Grafiker und Inhaber einer xylographischen Anstalt
- Walla, Josef (1907–1994), österreichischer Motorradrennfahrer
- Walla, Kah (* 1966), kamerunische Politikerin und Unternehmerin
- Walla, Marianne (1905–1980), österreichische Schauspielerin
- Walla, Michael (1892–1959), österreichischer Gärtner und Politiker (ÖVP), Abgeordneter zum Nationalrat
- Walla, Peter (* 1967), österreichischer Neurobiologe
- Wallaard, Arno (1979–2006), niederländischer Radrennfahrer
- Wallace Dunlop, Marion (1864–1942), schottisch-britische Künstlerin und Suffragette
- Wallace, Albert Joseph (1853–1939), US-amerikanischer Politiker
- Wallace, Alexander (1872–1950), englischer Fußballspieler
- Wallace, Alexander Doniphan (1905–1985), US-amerikanischer Mathematiker
- Wallace, Alexander S. (1810–1893), US-amerikanischer Politiker
- Wallace, Alfred Russel (1823–1913), britischer ZoologeAlfred Russel Wallace (1823–1913)

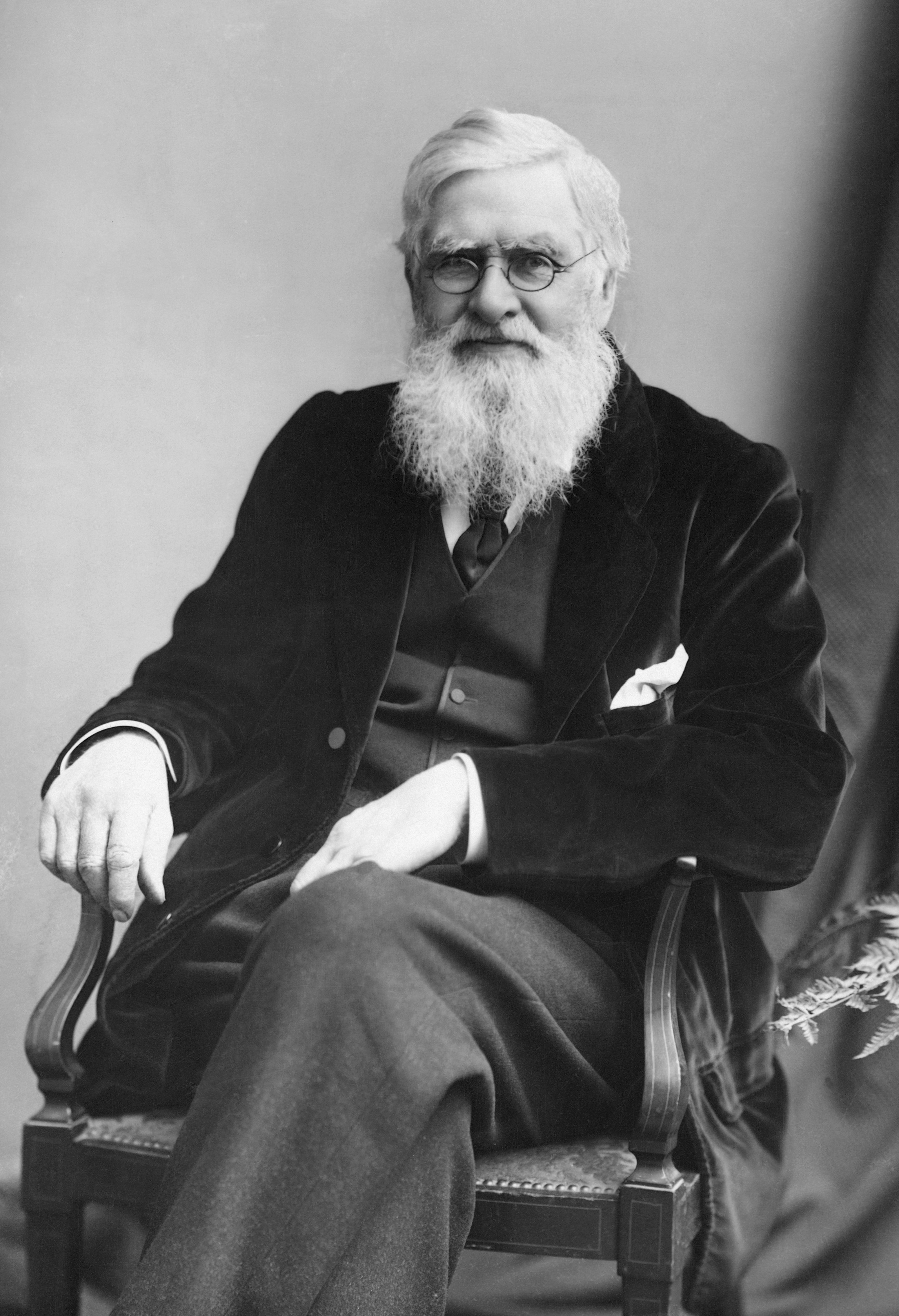
Alfred Russel Wallace (1823–1913)

- Wallace, Amilia (* 1987), australische Skeletonsportlerin
- Wallace, Andy (* 1947), US-amerikanischer Musikproduzent und Toningenieur
- Wallace, Andy (* 1961), britischer Automobilrennfahrer
- Wallace, Anthony (1923–2015), kanadisch-amerikanischer Anthropologe und Historiker
- Wallace, Anthony (* 1989), US-amerikanischer Fußballspieler
- Wallace, Aria (* 1996), US-amerikanische Schauspielerin
- Wallace, B. Alan (* 1950), US-amerikanischer Gelehrter und Lehrer des tibetischen Buddhismus
- Wallace, Basil (* 1951), US-amerikanischer Schauspieler
- Wallace, Ben (* 1970), britischer Politiker und Mitglied der Conservative Party
- Wallace, Ben (* 1974), US-amerikanischer Basketballspieler
- Wallace, Bennie (* 1946), US-amerikanischer Jazzsaxophonist
- Wallace, Beryl (1912–1948), US-amerikanische Schauspielerin, Sängerin und Tänzerin
- Wallace, Bill (* 1945), US-amerikanischer KampfsportlerBill Wallace (* 1945)

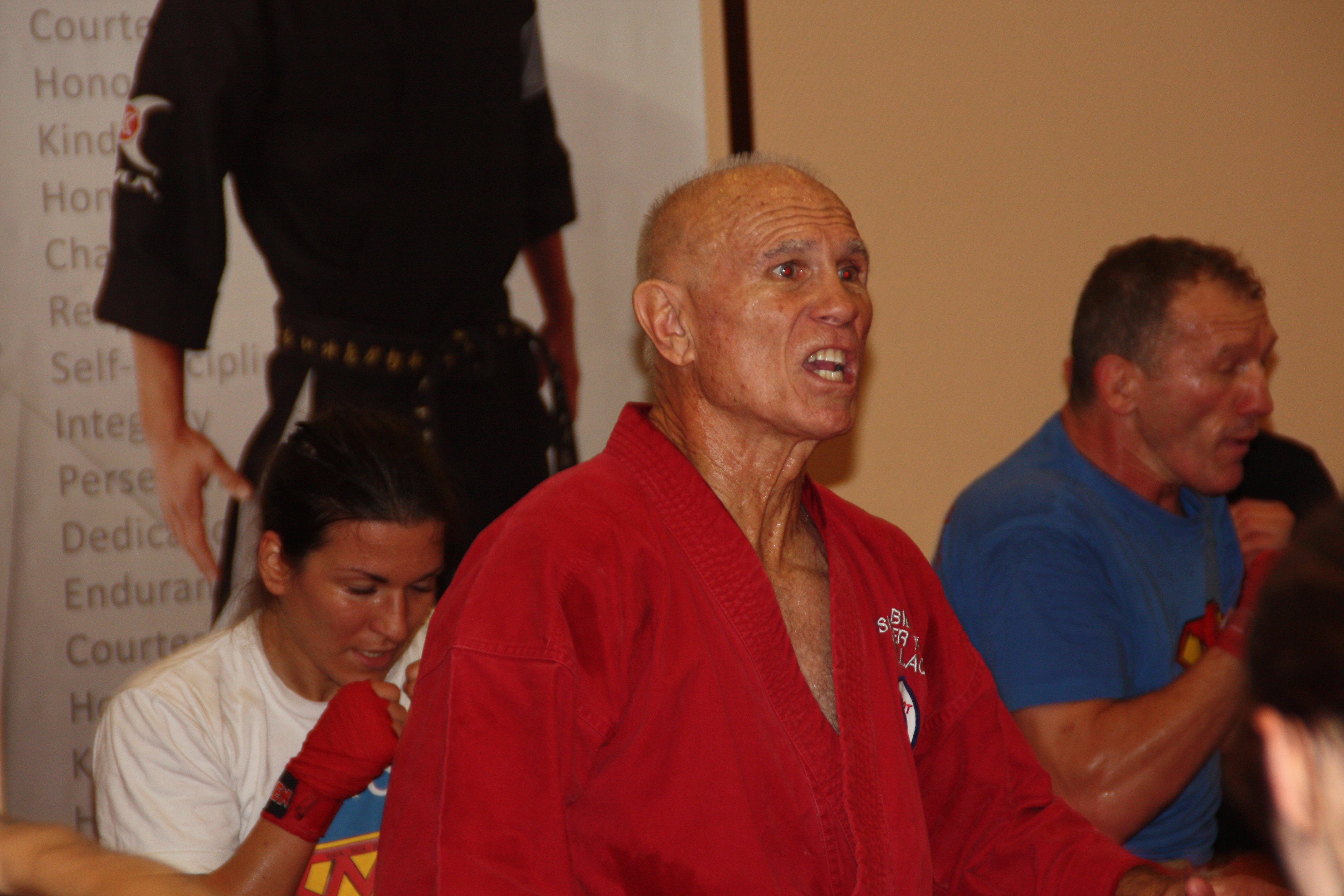
Bill Wallace (* 1945)

- Wallace, Billy (1917–1978), US-amerikanischer Komponist, Country- und Rockabilly-Musiker
- Wallace, Billy (1929–2017), US-amerikanischer Jazzpianist
- Wallace, Bob (1938–2013), neuseeländischer Automobilkonstrukteur
- Wallace, Bob (1949–2002), US-amerikanischer Programmierer und der neunte Mitarbeiter der Firma Microsoft
- Wallace, Bobby (1873–1960), US-amerikanischer Baseballspieler
- Wallace, Bronwen (1945–1989), kanadische Schriftstellerin, Dokumentarfilmerin und feministische Aktivistin
- Wallace, Bruce (1920–2015), US-amerikanischer Biologe und Hochschullehrer
- Wallace, Bryan Edgar (1904–1971), englischer Kriminalschriftsteller
- Wallace, Bubba (* 1993), US-amerikanischer NASCAR-RennfahrerBubba Wallace (* 1993)

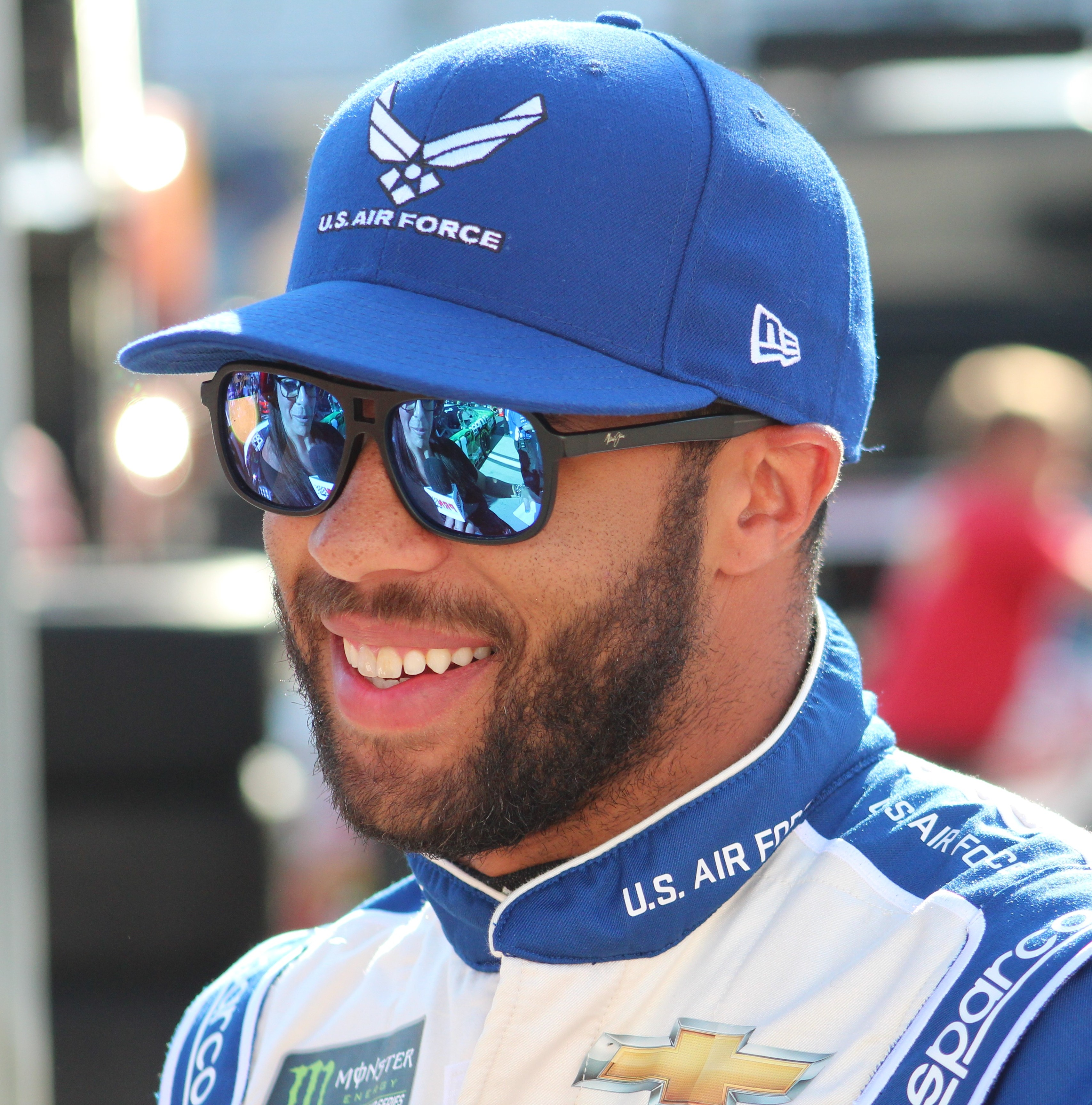
Bubba Wallace (* 1993)

- Wallace, C. J. (* 1996), US-amerikanischer Schauspieler und Unternehmer
- Wallace, Cath (* 1952), neuseeländische Umweltaktivistin und Hochschullehrerin
- Wallace, Cedric (1909–1985), US-amerikanischer Jazzmusiker (Kontrabassist und Bandleader)
- Wallace, Charles Judson (* 1982), US-amerikanisch-kongolesischer Basketballspieler
- Wallace, Charles William (1865–1932), US-amerikanischer Gelehrter und Forscher im Bereich des Elisabethanischen Theaters
- Wallace, Chris (* 1947), US-amerikanischer Fernsehmoderator und politischer Kommentator
- Wallace, Chris (* 1975), US-amerikanischer Arena-Football-Spieler auf der Position des Quarterbacks
- Wallace, Christopher Stewart (1933–2004), australischer Informatiker und Physiker
- Wallace, Claire (* 1956), britische Soziologin und Hochschullehrerin
- Wallace, Clarence (1893–1982), kanadischer Schiffbau-Unternehmer, Vizegouverneur von British Columbia
- Wallace, Corey, US-amerikanischer Jazzmusiker
- Wallace, Dan (1942–2025), irischer Politiker (Fianna Fáil), Teachta Dála
- Wallace, Daniel (1801–1859), US-amerikanischer Politiker
- Wallace, Daniel (* 1993), britischer Schwimmer
- Wallace, David (1799–1859), US-amerikanischer Politiker
- Wallace, David (* 1976), irischer Rugbyspieler
- Wallace, David Foster (1962–2008), US-amerikanischer Schriftsteller und Hochschullehrer
- Wallace, David W. (1924–2017), amerikanischer Manager und Philanthrop
- Wallace, Don (1898–1985), US-amerikanischer Radiopionier
- Wallace, Donald Mackenzie (1841–1919), schottischer Publizist
- Wallace, Douglas C. (* 1946), US-amerikanischer Genetiker und Evolutionsbiologe
- Wallace, Dwane (1911–1989), US-amerikanischer Geschäftsmann und Flugzeugkonstrukteur
- Wallace, Earl W. (1942–2018), US-amerikanischer Drehbuchautor
- Wallace, Edgar (1875–1932), englischer Krimi-SchriftstellerEdgar Wallace (1875–1932)

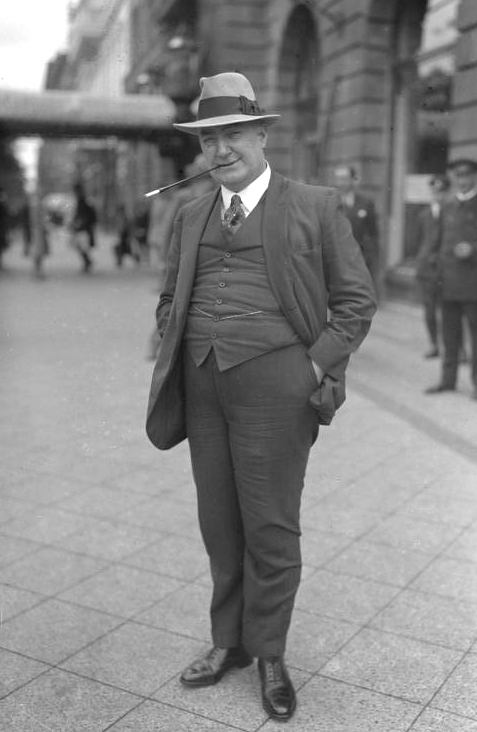
Edgar Wallace (1875–1932)

- Wallace, Eli (* 1986), US-amerikanischer Jazzmusiker
- Wallace, Elmer D. (1844–1928), US-amerikanischer Politiker
- Wallace, Euan (1892–1941), britischer Politiker, Unterhausabgeordneter
- Wallace, F. L. (1915–2004), amerikanischer Science-Fiction-Autor
- Wallace, G. Frank (1887–1964), US-amerikanischer Unternehmer und Politiker in New York
- Wallace, George (1919–1998), US-amerikanischer PolitikerGeorge Wallace (1919–1998)

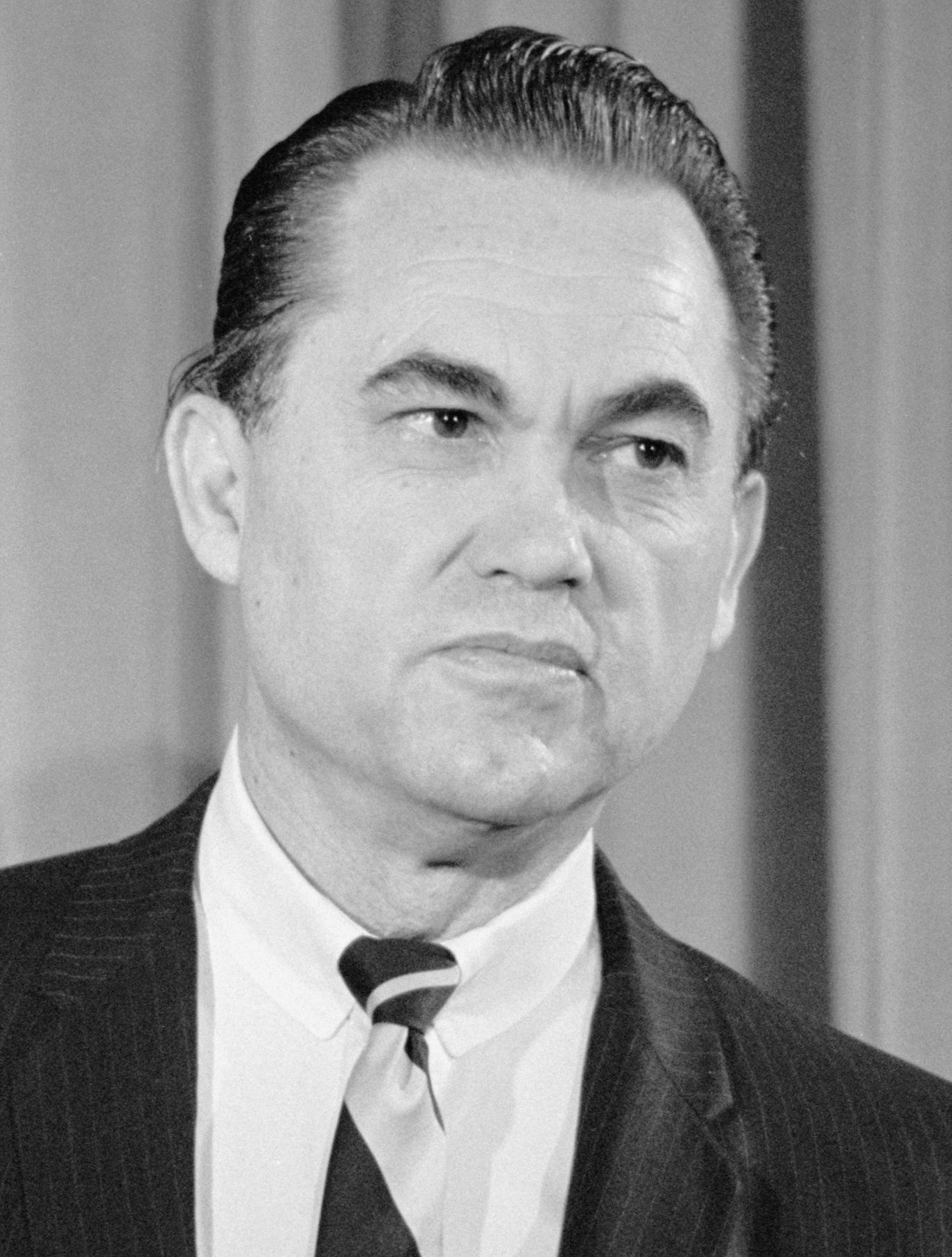
George Wallace (1919–1998)

- Wallace, George Leonard (1918–1968), australischer Schauspieler und Komiker
- Wallace, George Stevenson (1895–1960), australischer Komiker und Schauspieler
- Wallace, George, Baron Wallace of Campsie (1915–1997), britischer Unternehmer
- Wallace, George, Baron Wallace of Coslany (1906–2003), britischer Politiker (Labour Party), Mitglied des House of Commons
- Wallace, Gerald (* 1982), US-amerikanischer Basketballspieler
- Wallace, Gordon (* 1944), schottischer Fußballspieler
- Wallace, Gwen (* 1935), australische Hürdenläuferin und Weitspringerin
- Wallace, Harold (* 1975), costa-ricanischer Fußballspieler
- Wallace, Heather (* 1961), kanadische Squashspielerin
- Wallace, Henry A. (1888–1965), 33. Vizepräsident der USA unter Franklin D. Roosevelt
- Wallace, Henry Cantwell (1866–1924), US-amerikanischer Hochschullehrer, Verleger, Autor und Politiker
- Wallace, Herman (1941–2013), US-amerikanischer Gefangener und Menschenrechtsaktivist
- Wallace, Hubert (1899–1984), kanadischer Segler
- Wallace, Hugh Campbell (1863–1931), US-amerikanischer Diplomat und Wirtschaftsmanager
- Wallace, Ian (1912–1998), amerikanischer Science-Fiction-Autor und Psychologe
- Wallace, Ian (1933–2021), britischer Ornithologe und Vogelillustrator
- Wallace, Ian (1946–2007), britischer SchlagzeugerIan Wallace (1946–2007)

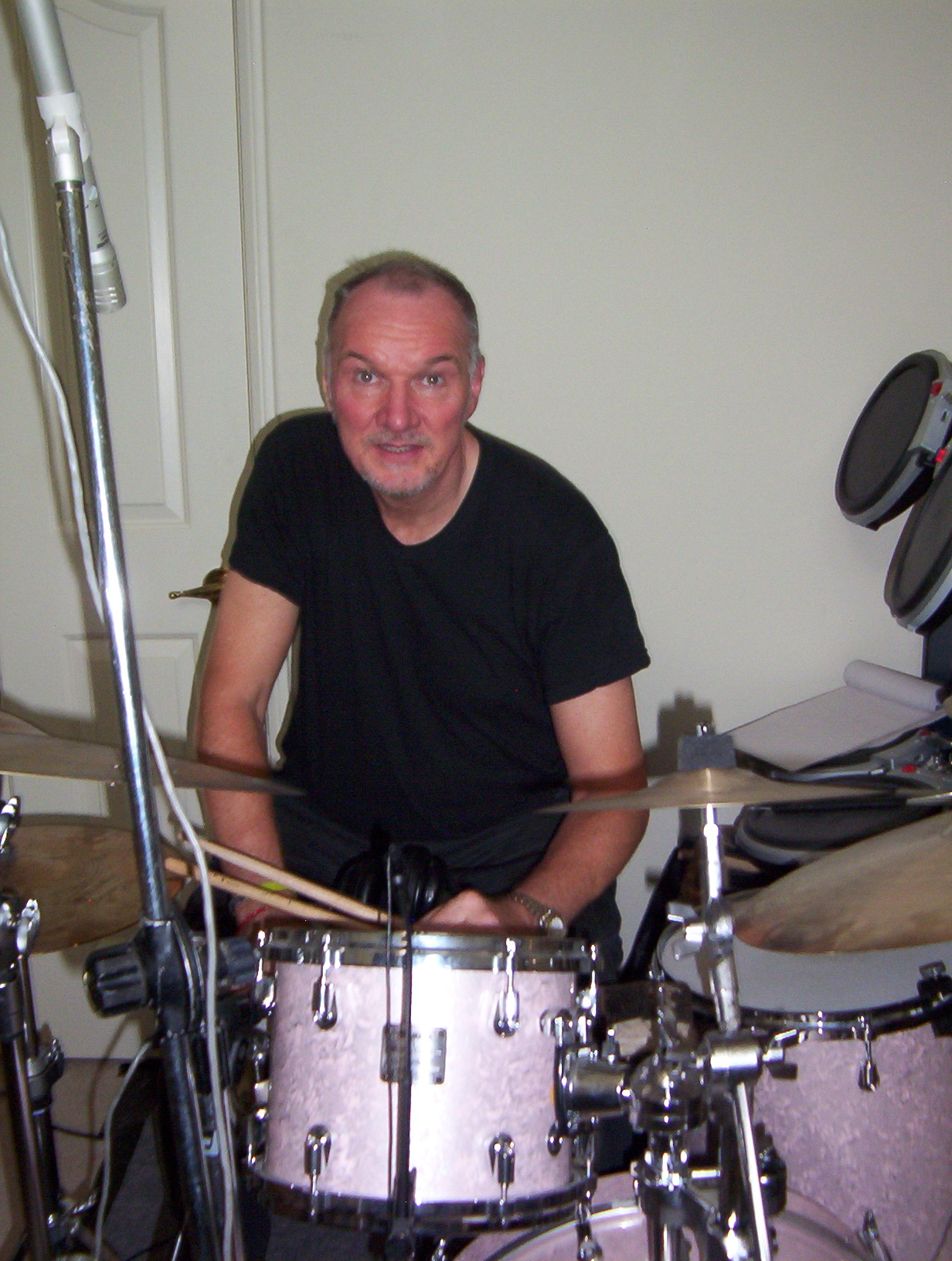
Ian Wallace (1946–2007)

- Wallace, Ilo (1888–1981), US-amerikanische Politikergattin des US-Vizepräsidenten Henry Agard Wallace
- Wallace, Irving (1916–1990), US-amerikanischer Schriftsteller, Drehbuchautor
- Wallace, Isabelle (* 1996), australische Tennisspielerin
- Wallace, J. Laurie (1864–1953), irisch-amerikanischer Maler und Kunstpädagoge
- Wallace, James (1729–1783), britischer Politiker
- Wallace, James M. (1750–1823), US-amerikanischer Politiker
- Wallace, Jean (1923–1990), amerikanische Schauspielerin
- Wallace, Jerry (1928–2008), US-amerikanischer Pop- und Country-Sänger
- Wallace, Jesse (1899–1961), US-amerikanischer Marineoffizier
- Wallace, Ji (* 1977), australischer Trampolinturner
- Wallace, Jim (* 1954), schottischer Politiker, Mitglied des House of Commons
- Wallace, John († 1733), schottischer Geistlicher
- Wallace, John (* 1962), kanadischer Ruderer
- Wallace, John M. (* 1940), US-amerikanischer Geophysiker und Meteorologe
- Wallace, John Winfield (1818–1889), US-amerikanischer Politiker
- Wallace, Jonathan (* 1986), US-amerikanischer Basketballspieler
- Wallace, Jonathan H. (1824–1892), US-amerikanischer Politiker (Demokratische Partei)
- Wallace, Katie, US-amerikanische Schauspielerin
- Wallace, Ken (* 1983), australischer Kanute
- Wallace, K’Von (* 1997), US-amerikanischer American-Football-Spieler
- Wallace, Lee (1930–2020), US-amerikanischer Bühnen- und FilmschauspielerLee Wallace (1930–2020)

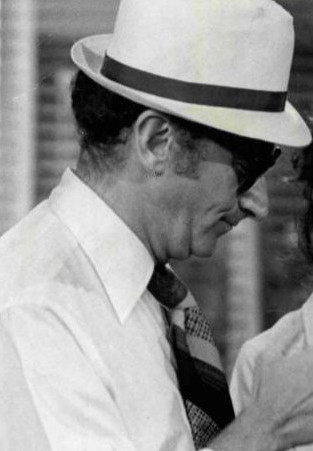
Lee Wallace (1930–2020)

- Wallace, Lee (* 1987), schottischer Fußballspieler
- Wallace, Leroy (* 1950), jamaikanischer Schlagzeuger
- Wallace, Les (* 1962), schottischer Dartspieler
- Wallace, Lew (1827–1905), US-amerikanischer Militär, Politiker und SchriftstellerLew Wallace (1827–1905)

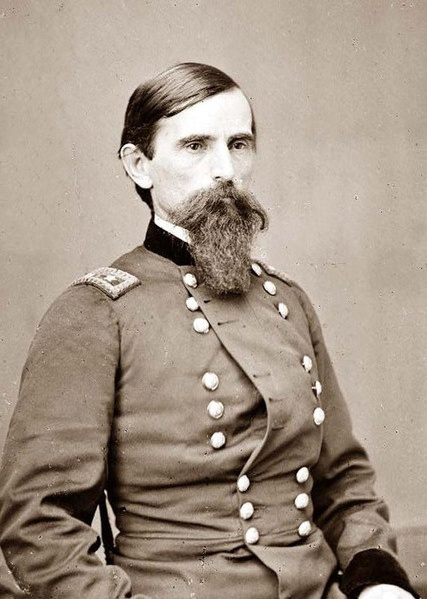
Lew Wallace (1827–1905)

- Wallace, Lila Acheson (1889–1984), US-amerikanische Verlegerin
- Wallace, Lurleen (1926–1968), US-amerikanische Politikerin, erste Ehefrau von George Wallace und Gouverneurin von Alabama
- Wallace, Marcia (1942–2013), US-amerikanische Schauspielerin und Synchronsprecherin
- Wallace, Martin (* 1962), britischer Spieleautor
- Wallace, Mary (* 1959), irische Politikerin (Fianna Fáil)
- Wallace, Michele (* 1952), afroamerikanische feministische Autorin
- Wallace, Mick (* 1955), irischer Geschäftsmann, Aktivist und Politiker
- Wallace, Mike (1918–2012), US-amerikanischer Journalist, Nachrichtensprecher und Korrespondent
- Wallace, Mike (* 1986), US-amerikanischer American-Football-Spieler
- Wallace, Minik († 1918), Inuk
- Wallace, Morgan (1881–1953), US-amerikanischer Schauspieler
- Wallace, Nathaniel D. (1845–1894), US-amerikanischer Politiker
- Wallace, Neil (* 1939), US-amerikanischer Wirtschaftswissenschaftler
- Wallace, Nicole (* 2002), spanische Schauspielerin und Sängerin
- Wallace, Noah (* 1991), US-amerikanischer Freestyle-Skisportler
- Wallace, Oilly (* 1996), dänischer Jazzmusiker (Altsaxophon)
- Wallace, Oliver (1887–1963), britisch-US-amerikanischer Komponist und Dirigent
- Wallace, Pamela (* 1949), US-amerikanische Drehbuchautorin
- Wallace, Patrick (* 1969), nordirischer Snookerspieler
- Wallace, Paul (1938–2001), US-amerikanischer Filmschauspieler
- Wallace, Penelope (1923–1997), englische Kriminalschriftstellerin
- Wallace, Phyllis (1921–1993), US-amerikanische Wirtschaftswissenschaftlerin und Aktivistin
- Wallace, Randall (* 1949), US-amerikanischer Drehbuchautor, Filmproduzent und Regisseur
- Wallace, Rasheed (* 1974), US-amerikanischer BasketballspielerRasheed Wallace (* 1974)

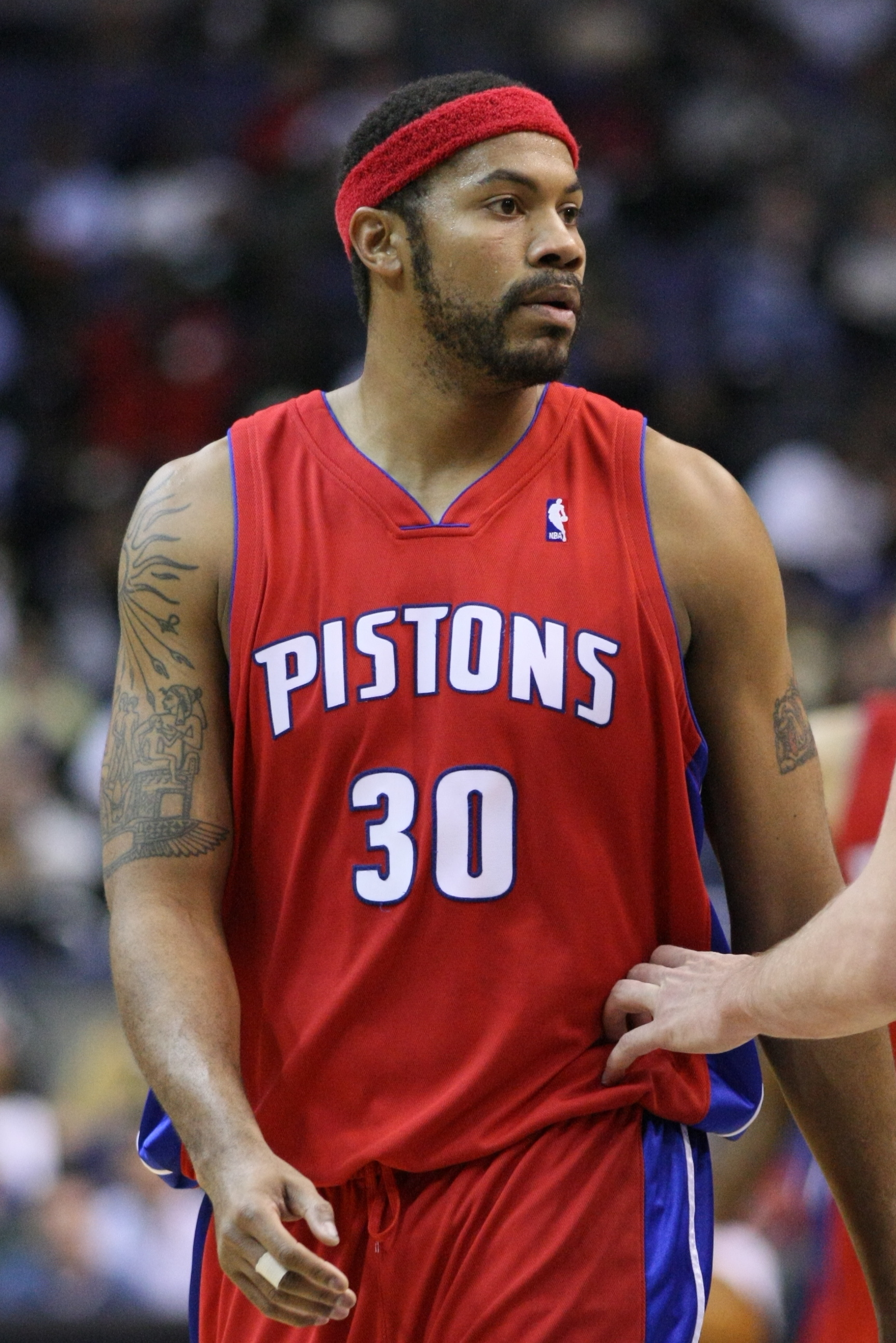
Rasheed Wallace (* 1974)

- Wallace, Rheagan (* 1986), US-amerikanische Schauspielerin
- Wallace, Richard (1818–1890), britischer Kunstsammler und Mäzen
- Wallace, Richard (1894–1951), US-amerikanischer Drehbuchautor, Filmregisseur und Filmproduzent
- Wallace, Richard (* 1960), US-amerikanischer Softwareunternehmer, Vorstandsvorsitzende und Mitbegründer von A.L.I.C.E.
- Wallace, Robert (1831–1899), britischer Geistlicher, Politiker und Schriftsteller
- Wallace, Robert M. (1856–1942), US-amerikanischer Politiker
- Wallace, Rod (* 1969), englischer Fußballspieler
- Wallace, Rodney (1823–1903), US-amerikanischer Politiker
- Wallace, Rodney (1949–2013), US-amerikanischer American-Football-Spieler
- Wallace, Rodney (* 1988), costa-ricanischer Fußballspieler
- Wallace, Ross (* 1985), schottischer Fußballspieler
- Wallace, Rusty (* 1956), US-amerikanischer NASCAR-Rennfahrer und Fernsehkommentator
- Wallace, Sanford (* 1968), US-amerikanischer Werbespammer
- Wallace, Scruffy, US-amerikanischer DudelsackspielerScruffy Wallace

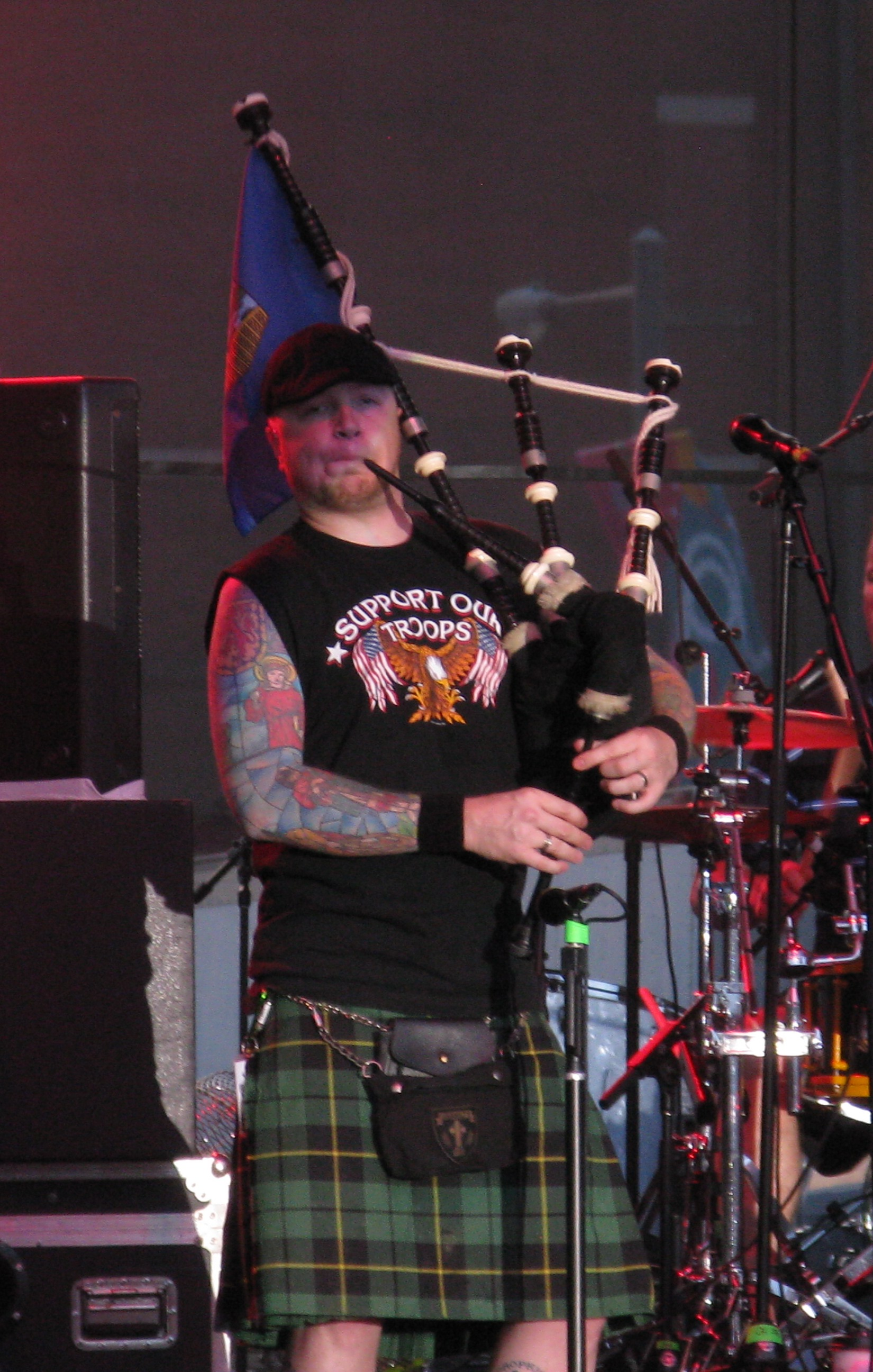
Scruffy Wallace

- Wallace, Shaun (* 1961), britischer Radrennfahrer
- Wallace, Sippie (1898–1986), US-amerikanische Blues-Musikerin
- Wallace, Stephenson (* 1982), vincentischer Schwimmer
- Wallace, Stewart (* 1960), US-amerikanischer Komponist
- Wallace, Thomas W. (1900–1943), US-amerikanischer Rechtsanwalt und Politiker
- Wallace, Tim (* 1984), US-amerikanischer Eishockeyspieler, -trainer und -funktionär
- Wallace, Toby (* 1994), australisch-britischer Filmschauspieler
- Wallace, Tommy Lee (* 1949), US-amerikanischer Filmregisseur und Drehbuchautor
- Wallace, Vince (1939–2012), US-amerikanischer Jazzmusiker
- Wallace, William (1270–1305), schottischer FreiheitskämpferWilliam Wallace (1270–1305)

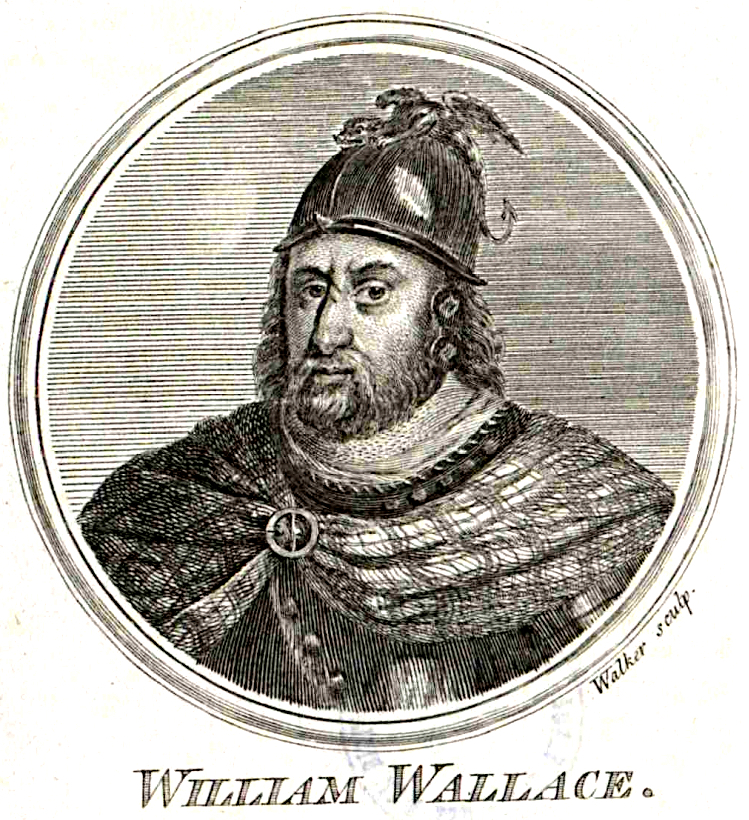
William Wallace (1270–1305)

- Wallace, William (1768–1843), schottischer Mathematiker
- Wallace, William (1825–1904), US-amerikanischer Drahtfabrikant und Erfinder
- Wallace, William (1844–1897), schottischer Philosoph
- Wallace, William (1906–1968), US-amerikanischer Filmarchitekt
- Wallace, William (* 1953), US-amerikanischer Schauspieler
- Wallace, William A. (1827–1896), US-amerikanischer Politiker
- Wallace, William C. (1856–1901), US-amerikanischer Jurist und Politiker
- Wallace, William Henson (1811–1879), US-amerikanischer Politiker
- Wallace, William S. (* 1946), US-amerikanischer Offizier, General der US Army
- Wallace, William Vincent (1812–1865), britischer Komponist und Musiker
- Wallace, William, Baron Wallace of Saltaire (* 1941), britischer Politiker, Politikwissenschaftler, Historiker, Hochschullehrer und Autor
- Wallace, Willie (* 1940), schottischer Fußballspieler und -trainer
- Wallace-Johnson, Isaac (1894–1965), sierra-leonischer Menschenrechtsaktivist, Politiker und Gewerkschafter
- Wallace-Stone, Dee (* 1949), US-amerikanische Schauspielerin
- Wallace-Wells, David, US-amerikanischer Journalist und Schriftsteller
- Wallach, Barbara Price (* 1946), US-amerikanische Altphilologin
- Wallach, David (* 1946), israelischer Molekularbiologe
- Wallach, Eli (1915–2014), US-amerikanischer SchauspielerEli Wallach (1915–2014)

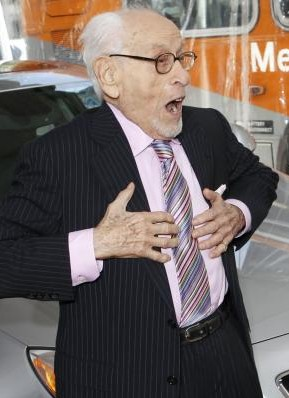
Eli Wallach (1915–2014)

- Wallach, Erica (1922–1993), deutschamerikanische Lehrerin, Redakteurin und Übersetzerin
- Wallach, George (1883–1980), britischer Cross- und Langstreckenläufer
- Wallach, Hans (1904–1998), deutsch-amerikanischer Experimentalpsychologe
- Wallach, Ira (1913–1995), US-amerikanischer Drehbuchautor
- Wallach, Jehuda (1921–2008), israelischer Offizier und Militärhistoriker
- Wallach, Jochanan (* 1945), israelischer Fußballspieler
- Wallach, Joelle (* 1946), US-amerikanische Komponistin und Musikpädagogin
- Wallach, Josef (1813–1878), deutscher Arzt
- Wallach, Julius (1874–1965), jüdisch-deutscher Kaufmann und Textileinzelhändler, Gründer des Münchner Trachtengeschäfts Wallach
- Wallach, Kate (1905–1979), deutschamerikanische Rechtsbibliothekarin
- Wallach, Lori (* 1965), US-amerikanische Rechtsanwältin und Direktorin von Public Citizen
- Wallach, Luitpold (1910–1986), US-amerikanischer Philologe und Historiker deutscher Herkunft
- Wallach, Moritz (1879–1963), jüdisch-deutscher Kaufmann und Textileinzelhändler, Inhaber des Münchner Trachtengeschäfts Wallach
- Wallach, Nolan Russell (* 1940), US-amerikanischer Mathematiker
- Wallach, Otto (1847–1931), deutscher Chemiker, Nobelpreis für Chemie 1910Otto Wallach (1847–1931)

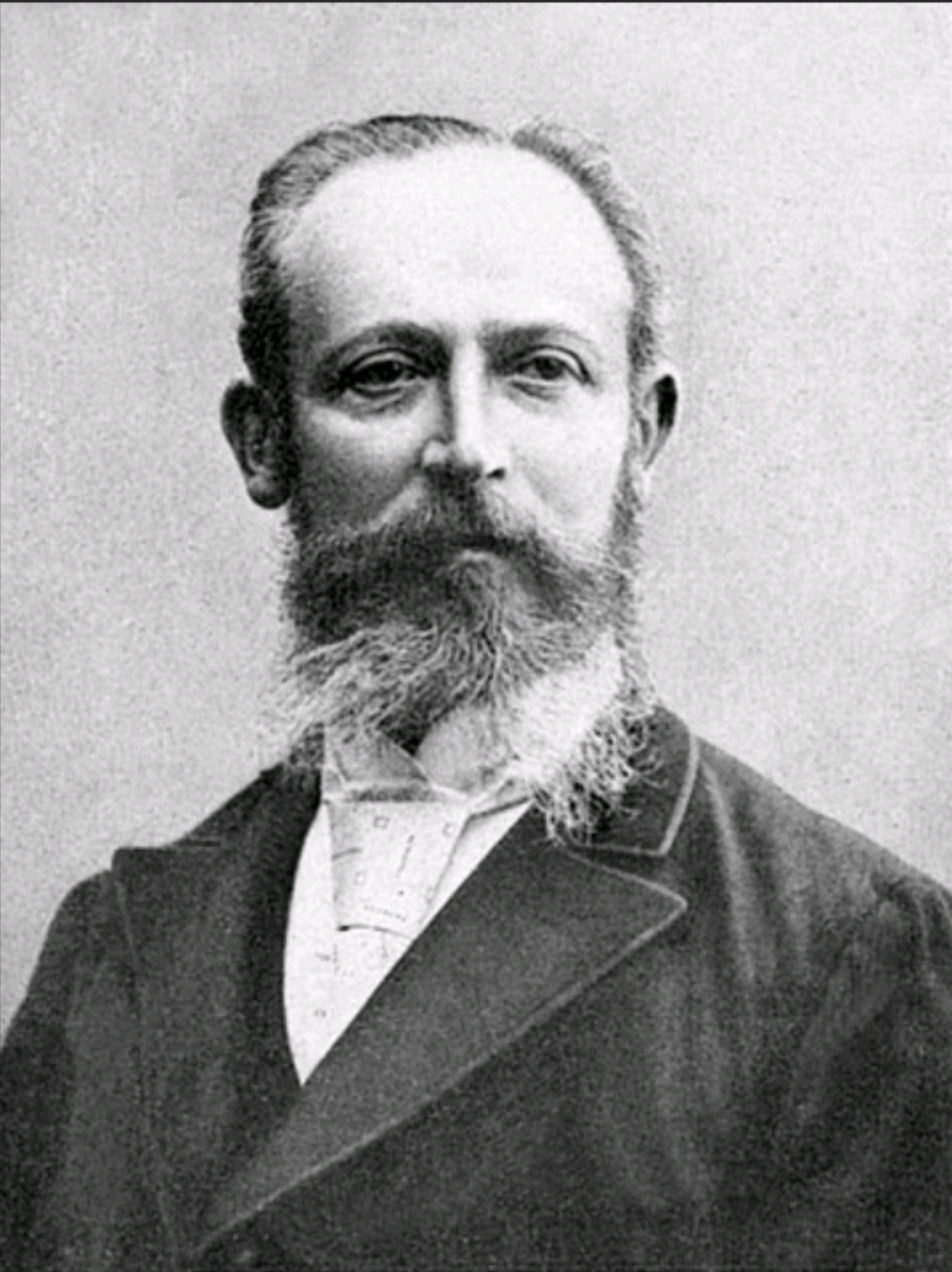
Otto Wallach (1847–1931)

- Wallach, Peter (* 1938), deutscher Sprinter
- Wallach, Richard (1816–1881), US-amerikanischer Politiker
- Wallach, Steve (* 1945), US-amerikanischer Computeringenieur
- Wallach, Van (* 1947), US-amerikanischer Herpetologe
- Wallach, Yona (1944–1985), israelische Lyrikerin
- Wallach-Faller, Marianne (1942–1997), Schweizer Mediävistin und Feministin
- Wallacher, Gerhard Matthäus (1744–1806), Frankfurter Jurist und Politiker
- Wallacher, Johannes (* 1966), deutscher Ökonom und Philosoph
- Wallack, Franz (1887–1966), österreichischer Planer und Techniker
- Wallack, Melisa (* 1968), US-amerikanische Regisseurin und Drehbuchautorin
- Wallada bint al-Mustakfi († 1091), Dichterin und Prinzessin im Kalifat von Córdoba
- Wallader, Rachel (* 1989), britische Kugelstoßerin
- Wallage, Jacques (* 1946), niederländischer Politiker (PvdA) und Soziologe
- Wallander, Celeste A. (* 1961), US-amerikanische Politikwissenschaftlerin
- Wallander, Josef Wilhelm (1821–1888), schwedischer Historien-, Genre- und Porträtmaler, Lithograf und Karikaturist der Düsseldorfer Schule
- Wallant, Edward Lewis (1926–1962), amerikanischer Schriftsteller
- Wallarab, Brent (* 1963), amerikanischer Jazzmusiker (Posaune, Arrangement, Komposition)
- Wallard, Lee (1910–1963), US-amerikanischer Autorennfahrer
- Wallard, Rémi (* 1984), französischer Sprinter
- Wälläri, Niilo (1897–1967), Generalsekretär der finnischen Seemannsgewerkschaft
- Wallas, Armin A. (1962–2003), österreichischer Literaturwissenschaftler
- Wallas, Graham (1858–1932), britischer Sozialwissenschaftler und Politiker
- Wallas, May (1898–1972), britische Romanistin und Literaturwissenschaftlerin
- Wallasch, Alexander (* 1964), deutscher Schriftsteller, Journalist und TexterAlexander Wallasch (* 1964)

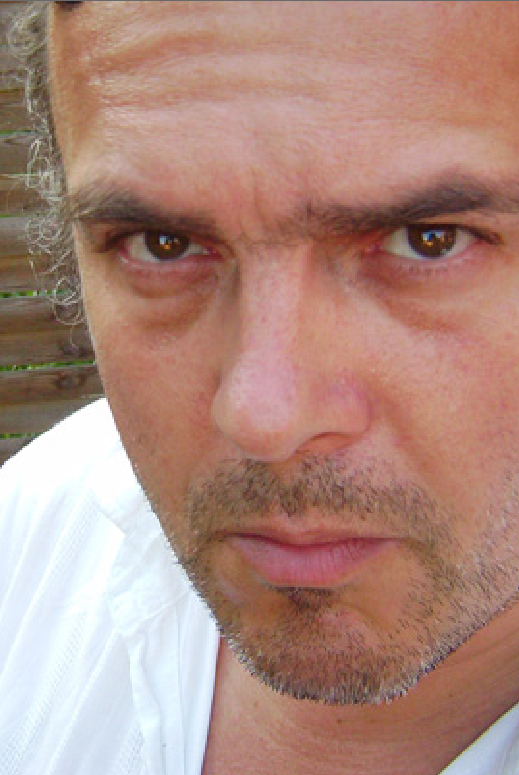
Alexander Wallasch (* 1964)

- Wallasch, Chris (* 1935), deutscher Texter, Musikproduzent und Moderator
- Wallaschek, Richard (1860–1917), österreichischer Psychologe und Musikwissenschaftler
- Wallaszkovits, Nadja (* 1969), österreichische Tontechnikerin und Hochschullehrerin
- Wallat, Gustav (1882–1911), deutscher Bildhauer
- Wallat, Hans (1929–2014), deutscher Dirigent
- Wallat, Hendrik (* 1979), deutscher Soziologe und Autor
- Wallat, Holger (* 1943), deutscher Architekt
- Wallat, Kurt (* 1960), deutscher Klassischer Archäologe und Verlagslektor
- Wallat, Manfred (1933–2024), deutscher Fußballspieler
- Wallat, Paul (1879–1966), deutscher Graphiker, Maler und Bildhauer
- Wallat, Stefan (* 1987), deutscher Ruderer
- Wallau, Alexander (1820–1882), deutscher Verwaltungsbeamter
- Wallau, Carl (1823–1877), Oberbürgermeister von Mainz
- Wallau, Eduard (1855–1941), deutscher Landrat und Politiker (NLP), MdR
- Wallau, Heinrich (1852–1925), deutscher Drucker und Kunstliebhaber
- Wallau, Theodor (* 1937), deutscher Diplomat
- Wallauer, Carl (1874–1937), deutscher Schauspieler, Theaterregisseur und vorletzter Präsident der Genossenschaft Deutscher Bühnen-Angehöriger der Vor-Hitler-Zeit (1927–1932)
- Wallauer, Dee Dee (* 1969), deutscher Regisseur, Filmproduzent und Kameramann
- Wallauer, Valentin (1899–1982), deutscher Jurist und Politiker (FDP), MdL
- Wallays, Jelle (* 1989), belgischer Straßenradrennfahrer

### Wallb
- Wallbaum, Heiderose (* 1951), deutsche Kanutin
- Wallbaum, Klaus (* 1961), deutscher Sozialwissenschaftler und Journalist
- Wallbaum, Matthias († 1632), deutscher Goldschmied
- Wallbaum, Wilhelm (1876–1933), deutscher Gewerkschafter und Politiker (CSP, DNVP), MdPrA, MdNV
- Wallberg, Frida (* 1983), schwedische Boxerin
- Wallberg, Heinz (1923–2004), deutscher Dirigent
- Wallberg, Johan (* 1977), schwedischer Schwimmer
- Wallberg, Mats (* 1949), schwedischer Eisschnellläufer
- Wallberg, Walter (* 2000), schwedischer Freestyle-Skisportler
- Wallbott, Harald G. (1952–2003), deutsch-österreichischer Psychologe
- Wallbraun, Barbara (* 1983), deutsche Filmregisseurin, Produzentin
- Wallbrecher, Herbert (1922–1997), deutscher Wirtschaftsanwalt
- Wallbrecher, Traudl (1923–2016), deutsche Theologin, Mitinitiatorin der Katholischen Integrierten GemeindeTraudl Wallbrecher (1923–2016)

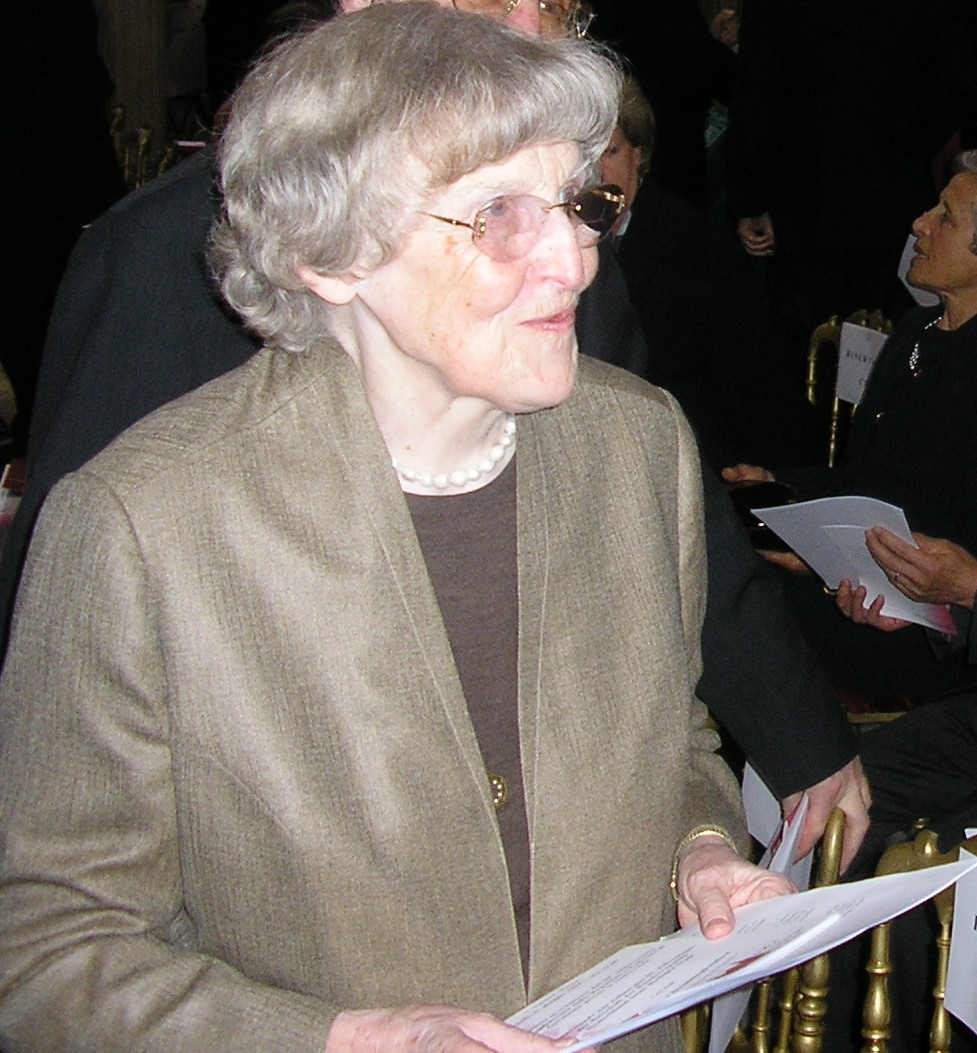
Traudl Wallbrecher (1923–2016)

- Wallbrecht, Bodo († 1968), deutscher Bauingenieur und Unternehmer
- Wallbrecht, Evodius (1881–1965), deutscher Ordensgeistlicher und Journalist
- Wallbrecht, Ferdinand (1840–1905), deutscher Architekt, Bauunternehmer und nationalliberaler Politiker (NLP), MdR
- Wallbrecht, Ferdinand (1916–1993), deutscher Politiker (CDU), MdL
- Wallbrecht, Hans-Jürgen (1943–1970), deutscher Ruderer
- Wallbruch, Heinrich (1904–1979), deutscher Politiker (SPD), MdL
- Wallbrunn, Gustav Magnus von (1702–1772), Landvogt von Rötteln
- Wallburg, Otto (1889–1944), deutscher Schauspieler
- Wallburger, Tim (* 1989), deutscher Schwimmer

### Walld
- Walldoff, Sven-Olof (1929–2011), schwedischer Dirigent, Komponist und Musikproduzent
- Walldorf, Benno (1928–1985), deutscher Maler und Grafiker
- Walldorf, Botho (* 1945), deutscher Fotograf, Autor, Verleger und Heimatforscher
- Walldorf, Friedemann (* 1964), deutscher evangelischer Theologe
- Walldorf, Marcel (* 1983), deutscher Plastiker, Graphiker und Videokünstler

### Walle
- Walle, Alemnat (* 2006), äthiopische Hindernisläuferin
- Walle, Dean (* 1970), deutscher Basketballspieler
- Walle, Friedrich von, Bürgermeister von Bremen
- Walle, Heinrich (* 1941), deutscher Marineoffizier, Militärhistoriker und Autor
- Wallé, Johann Anton (1807–1876), deutscher Architekt
- Wallé, Peter (1845–1904), deutscher Architekt, Kunsthistoriker und Publizist
- Walle, Robert Van de (* 1954), belgischer Judoka
- Walle, Stefan de (* 1965), niederländischer SchauspielerStefan de Walle (* 1965)

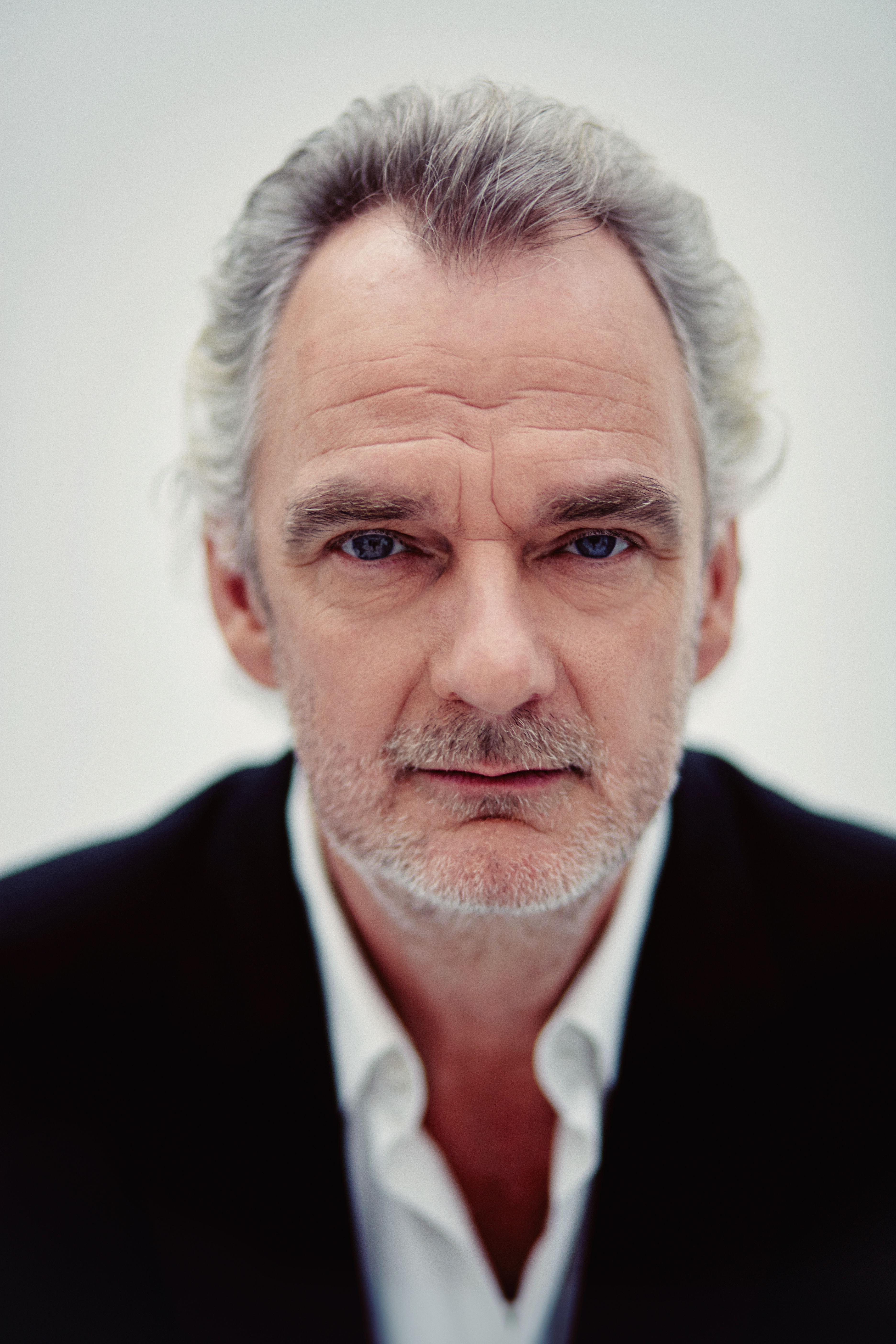
Stefan de Walle (* 1965)

- Walleck, Oskar (1890–1976), deutscher Schauspieler und Theaterintendant
- Walleczek, Sasha (* 1968), österreichische Moderatorin
- Wallée, Louis (1773–1838), österreichischer Landschaftsmaler
- Walleiser, Karl (1839–1914), preußischer Hauptmann, Militärschriftsteller
- Walleitner, Hugo (1909–1982), österreichischer Gefangener und Überlebender des Konzentrationslagers Flossenbürg
- Walleitner, Klaus (1947–2014), deutscher Fußballspieler
- Wallek, Rainer (* 1959), deutscher Fußballspieler
- Wallek, Wolfgang (* 1950), deutscher Fußballspieler
- Wallek-Walewski, Bolesław (1885–1944), polnischer Komponist, Dirigent und Musikpädagoge
- Wallem, Nordahl (1902–1972), norwegischer Segler
- Wallemme, Christophe (* 1964), französischer Jazzmusiker
- Wallemme, Jean-Guy (* 1967), französischer Fußballspieler und -trainer
- Wallen (* 1978), französische Musikerin
- Wallén, Angelica (* 1986), schwedische Handballspielerin
- Wallen, Byron (* 1969), britischer Jazztrompeter
- Wallen, David (* 1983), deutscher American-Football-Spieler
- Wallen, Errollyn (* 1958), britische Komponistin
- Wallén, Hans (* 1961), schwedischer Segler
- Wallen, Morgan (* 1993), US-amerikanischer Country-Sänger und SongschreiberMorgan Wallen (* 1993)

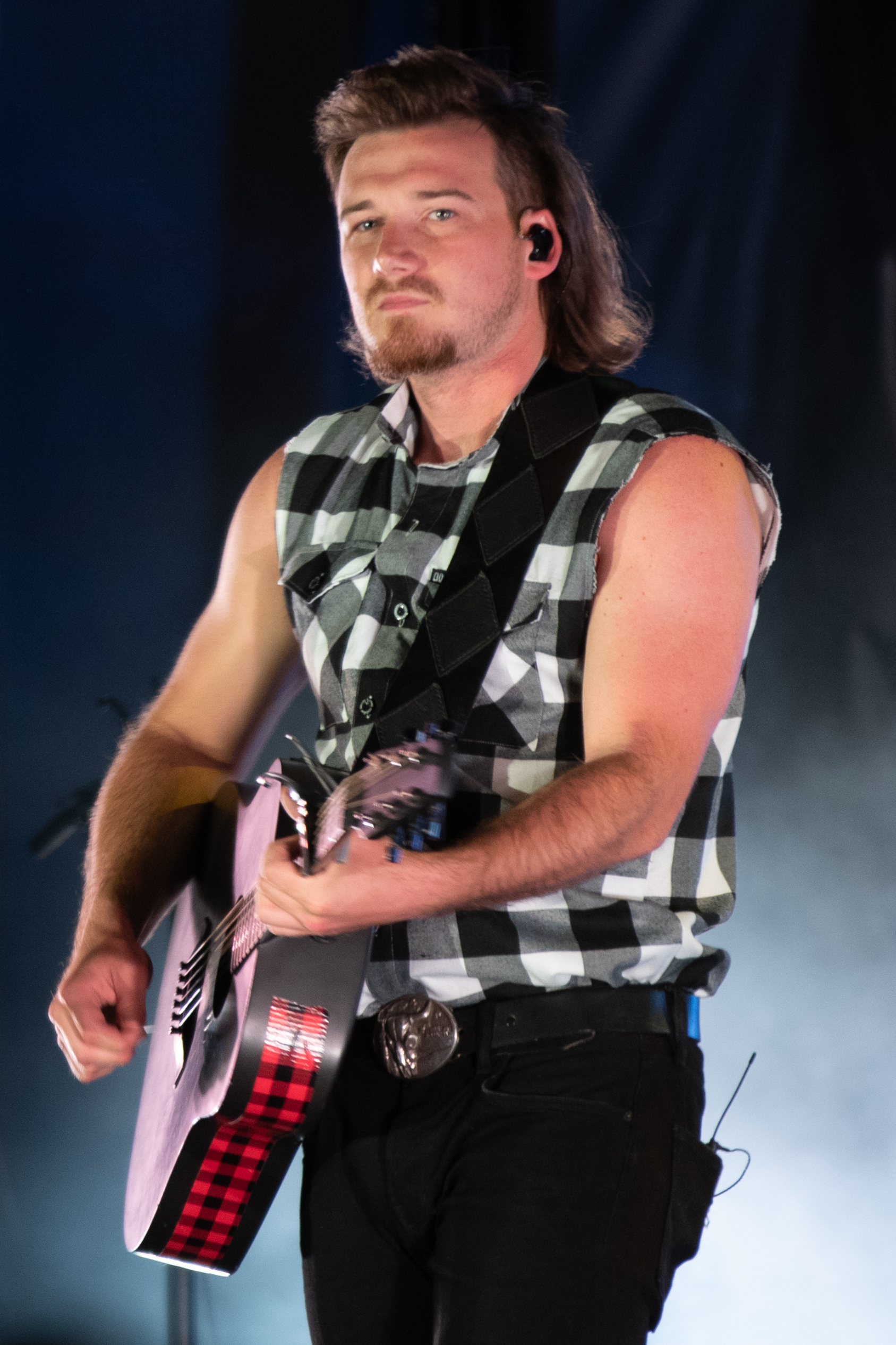
Morgan Wallen (* 1993)

- Wallén, Ville (* 1976), finnischer Fußballspieler
- Wallenberg, Adolf (1862–1949), deutscher Internist und Neurologe
- Wallenberg, André Oscar (1816–1886), schwedischer Bankengründer, Marineoffizier, Publizist, Zeitungsherausgeber und Politiker, Mitglied des Riksdag
- Wallenberg, Berit (1902–1995), schwedische Archäologin, Kunsthistorikerin und Fotografin
- Wallenberg, Elsa (1877–1951), schwedische Tennisspielerin
- Wallenberg, Erik (1915–1999), schwedischer Erfinder
- Wallenberg, Ernst von (1821–1898), preußischer Verwaltungsbeamter
- Wallenberg, Hans (1907–1977), deutscher Journalist
- Wallenberg, Jacob (1746–1778), schwedischer Geistlicher und Schriftsteller
- Wallenberg, Jacob (* 1956), schwedischer Banker
- Wallenberg, Knut Agathon (1853–1938), schwedischer Bankier und Politiker, Mitglied des Riksdag
- Wallenberg, Marcus (1774–1833), schwedischer Bischof und Übersetzer
- Wallenberg, Marcus (1864–1943), schwedischer Bankdirektor und Industrieller
- Wallenberg, Marcus (* 1956), schwedischer Bankier und Industrieller
- Wallenberg, Peter senior (1926–2015), schwedischer Industrieller und Investor
- Wallenberg, Raoul (* 1912), schwedischer DiplomatRaoul Wallenberg (* 1912)

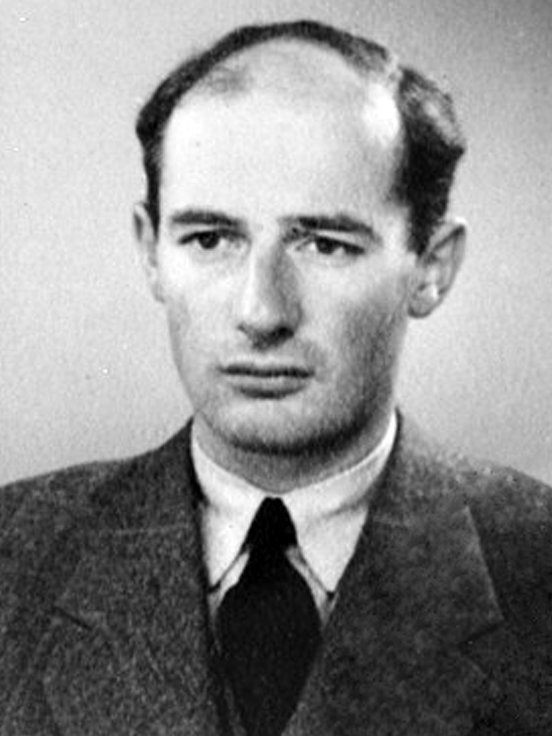
Raoul Wallenberg (* 1912)

- Wallenberg, Victor (1875–1970), schwedischer Sportschütze
- Wallenberg-Pachaly, Friedrich von (1878–1965), deutscher Bankier
- Wallenborn, André (* 1995), deutscher Fußballspieler
- Wallenborn, Peter (1848–1917), deutscher Landwirt und Politiker (Zentrum), MdR
- Wallenburg, Carl Marcus (* 1973), deutsch-schwedischer Logistikwissenschaftler
- Wallenburg, Jakob von (1763–1806), österreichischer Orientalist und Diplomat
- Wallenburger, Ernst (1902–1989), deutscher Zeichner, Maler und Karikaturist
- Wallenda, Karl (1905–1978), deutsch-amerikanischer Zirkusakrobat und HochseilartistKarl Wallenda (1905–1978)

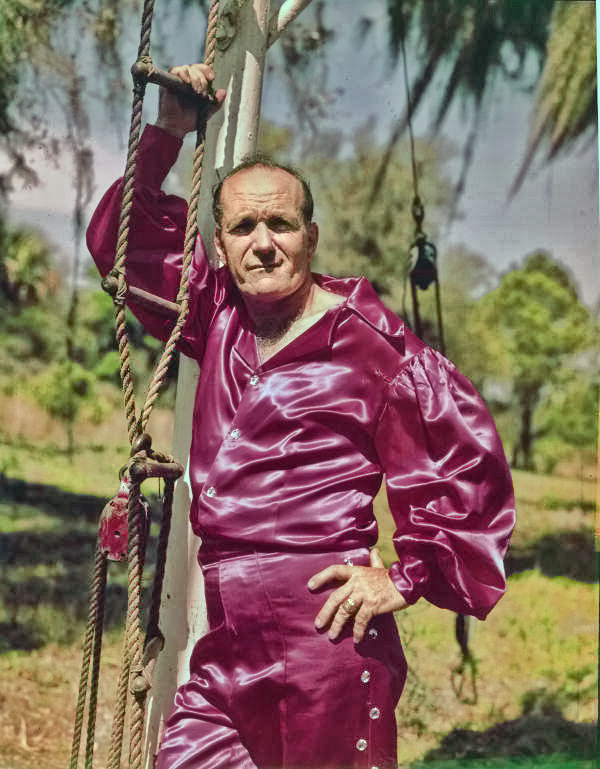
Karl Wallenda (1905–1978)

- Wallenda, Mario (1940–2015), amerikanischer Hochseilartist
- Wallenda, Nik (* 1979), US-amerikanischer Hochseilartist und Extremsportler
- Wallendorf, Klaus (* 1948), deutscher Hornist, Autor und Moderator
- Wallendorf, Siegfried (1939–2011), deutscher Schauspieler und Theaterregisseur
- Wallenfels, Kurt (1910–1995), deutscher Biochemiker
- Wallengren, Hans Daniel Johan (1823–1894), schwedischer Pastor, Entomologe und Lepidopterologe
- Wallenhauer, Klaus (* 1979), deutscher Basketballspieler
- Wallenhorst, Andreas (* 1966), deutscher Fußballspieler
- Wallenhorst, Ansgar (* 1967), deutscher Kirchenmusiker, Konzertorganist und Theologe
- Wallenhorst, Maren (* 1990), deutsche Fußballspielerin
- Wallenhorst, Sandra (* 1972), deutsche TriathletinSandra Wallenhorst (* 1972)

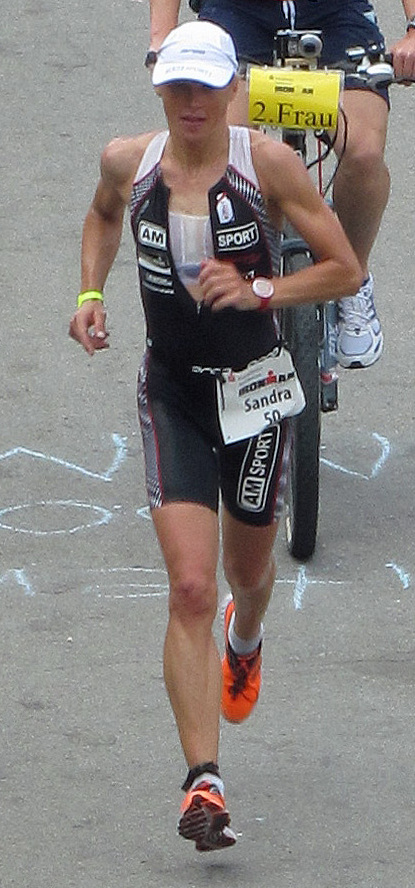
Sandra Wallenhorst (* 1972)

- Wallenius, Asser (1902–1971), finnischer Eisschnellläufer
- Wallenius, Jakob (1761–1819), schwedisch-deutscher Hochschullehrer für Theologie
- Wallenius, Kurt Martti (1893–1984), finnischer Offizier
- Wallenlind, Niklas (* 1968), schwedischer Leichtathlet
- Wallenmeier, John G. junior (1862–1917), US-amerikanischer Politiker
- Wallenquist, Åke (1904–1994), schwedischer Astronom
- Wallenreiter, Christian (1900–1980), deutscher Verwaltungsjurist und Intendant
- Wallenreuter, Gottfried (1878–1942), deutscher Landrat des Landkreises Weilheim
- Wallenrode, Friedrich von († 1410), Komtur und oberster Marschall des Deutschen Ordens
- Wallenrodt, Adam Christoph von (1644–1711), preußischer Minister und Landhofmeister, Ritter des Schwarzen Adlerordens, Oberst der Kavallerie und Chef eines Regiments zu Pferd
- Wallenrodt, Christoph Siegmund von, preußischer Oberstleutnant
- Wallenrodt, Georg Heinrich von (1620–1659), kurbrandenburgischer Obrist und Chef eines Infanterie-Regiments
- Wallenrodt, Hermann von (1798–1872), preußischer Offizier und Landrat
- Wallenrodt, Johann Ernst von (1615–1697), deutscher Verwaltungsbeamter im Herzogtum Preußen
- Wallenrodt, Johann Ernst von (1695–1766), preußischer Minister
- Wallenrodt, Johanna Isabella Eleonore von (1740–1819), deutsche Schriftstellerin
- Wallenrodt, Martin von (1570–1632), deutscher Jurist und Büchersammler
- Wallenrodt, Siegmund Friedrich von (1620–1666), kurbrandenburgischer Obrist über ein Reiter-Regiment, Erbherr auf Draulitten
- Wallenrodt, Siegmund von (1604–1649), kurbrandenburger Landobrist des Herzogtums Preußen, Hauptmann von Oletzko sowie Erbherr auf Draulitten, Pinnow und Kuckow
- Wallenrodt, Sigismund von (1652–1723), preußischer Staatsmann
- Wallenroth, Agnes von, deutsche Äbtissin
- Wallensköld, Axel (1864–1933), finnischer Romanist und Mediävist
- Wallenstein (1583–1634), General im Dreißigjährigen KriegWallenstein (1583–1634)

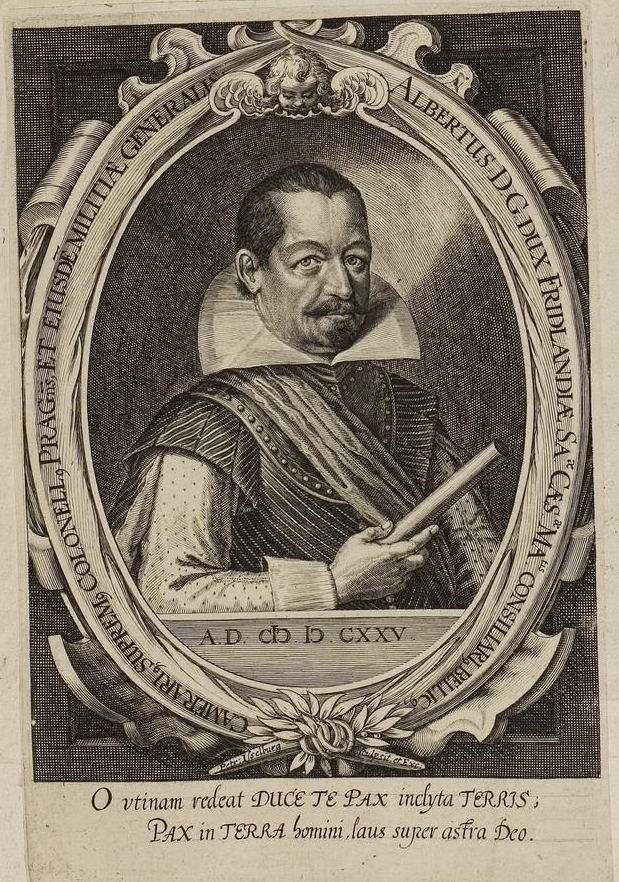
Wallenstein (1583–1634)

- Wallenstein, Abi (* 1945), deutscher Blues-Interpret
- Wallenstein, Alfred (1898–1983), US-amerikanischer Dirigent und Cellist
- Wallenstein, Catarina (* 1986), portugiesische Schauspielerin
- Wallenstein, José (* 1959), portugiesischer Schauspieler
- Wallenstein, Klaus (* 1943), deutscher Archäologe
- Wallenström, Ulrika (* 1944), schwedische Übersetzerin
- Wallentin, Claire (1878–1934), österreichische Schauspielerin bei Bühne und Film
- Wallentin, Jan (* 1970), schwedischer Journalist und Autor
- Wallentin, Mariam (* 1982), schwedische Musikerin und Synchronsprecherin
- Wallentin, Tassilo (* 1973), österreichischer Kolumnist, Rechtsanwalt und AutorTassilo Wallentin (* 1973)

Tassilo Wallentin (* 1973)

- Wallentin, Uno (1905–1954), schwedischer Segler
- Wallenwein, Mark (* 1987), deutscher Rallye-Fahrer
- Waller, Adrian (* 1989), englischer Squashspieler
- Waller, Angelika (* 1944), deutsche Schauspielerin
- Waller, Angie, Medien-Künstlerin
- Waller, Anton (1861–1934), deutscher Kunstmaler
- Waller, Ariel (* 1998), kanadische Schauspielerin
- Waller, Augustus Desiré (1856–1922), englischer Physiologe
- Waller, Augustus Volney (1816–1870), englischer Neurophysiologe
- Waller, Bengt (1935–2021), schwedischer Regattasegler
- Waller, Bill (1926–2011), US-amerikanischer Politiker
- Waller, Calvin (1937–1996), US-amerikanischer Offizier, Generalleutnant der US-Army
- Waller, Damián (* 1997), uruguayischer Fußballspieler
- Waller, Darren (* 1992), US-amerikanischer Footballspieler
- Waller, David Arthur (* 1961), britischer Geistlicher, römisch-katholischer Bischof und Ordinarius des Personalordinariats Unserer Lieben Frau von Walsingham
- Waller, Edmund (1606–1687), englischer Dichter und Politiker
- Waller, Edward C. III (1926–2021), US-amerikanischer Offizier, Vizeadmiral der US-Navy
- Waller, Egbertus (1901–1982), niederländischer Ruderer
- Waller, Erik (1875–1955), schwedischer Chirurg und Medizinhistoriker, Bibliophiler und Münzensammler
- Waller, Eva (* 1964), deutsche Wirtschaftsrechtlerin
- Waller, Facundo (* 1997), uruguayischer Fußballspieler
- Waller, Fats (1904–1943), US-amerikanischer Jazz-Pianist, -Organist, -Komponist und -SängerFats Waller (1904–1943)

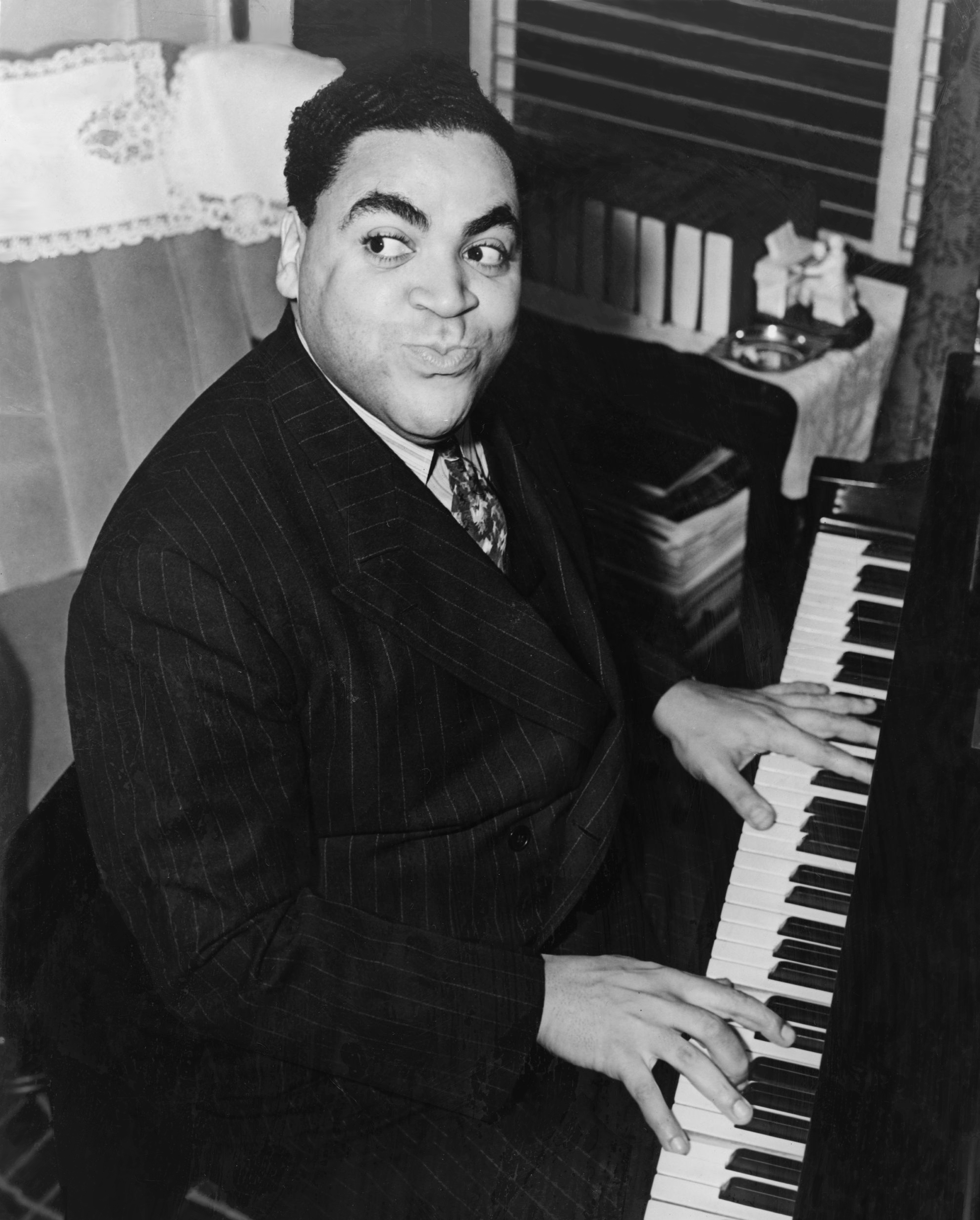
Fats Waller (1904–1943)

- Waller, Ferdinand (1879–1949), deutscher Landrat des Landkreises Sonthofen
- Waller, Frank (1884–1941), US-amerikanischer Leichtathlet
- Waller, Franz (1803–1879), Schweizer Politiker und Manager
- Waller, Fred (1886–1954), US-amerikanischer Erfinder
- Waller, Fritz (1920–2004), Schweizer Bobfahrer
- Waller, Garry, US-amerikanischer Kameramann und Spezialist für visuelle Effekte im Film
- Waller, Gordon (1945–2009), schottischer Sänger, Songwriter und Gitarrist
- Waller, Hans Dierck (1926–2013), deutscher Hämatologe und Onkologe
- Waller, Hector (1900–1942), australischer Kapitän im Zweiten Weltkrieg
- Waller, Heiko (1943–2023), deutscher Sozialmediziner und Gesundheitswissenschaftler
- Waller, Helena (* 1966), schwedische Freestyle-Skierin
- Waller, Ivar (1898–1991), schwedischer Physiker und Kristallograph
- Waller, Jane (* 1990), australische Bogenschützin
- Waller, Johann von (1811–1880), österreichischer Arzt
- Waller, Joshua (* 1999), britischer Eishockeyspieler
- Waller, Jürgen (1939–2022), deutscher Maler
- Waller, Karl (1892–1963), deutscher Lehrer, Heimat- und Vorgeschichtsforscher des Elbe-Weser-Raumes
- Waller, Ken (* 1942), US-amerikanischer Bodybuilder
- Waller, Kerim (* 1994), österreichischer Schauspieler
- Waller, Klaus (* 1946), deutscher Journalist und Buchautor
- Waller, Laura (* 1979), kanadische Computerwissenschaftlerin und Hochschullehrerin
- Wäller, Michael (* 1964), deutscher Baseballspieler
- Waller, Micky (1941–2008), britischer Rockmusiker, Schlagzeuger
- Waller, Nicole (* 1970), deutsche Philologin, Amerikanistin und Hochschullehrerin
- Waller, Peter (1891–1971), österreichischer selbsternannter Messias von Lobau
- Waller, Philipp (* 1995), österreichischer Volleyball- und Beachvolleyballspieler
- Waller, Renz (1895–1979), deutscher Kunstmaler und Falkner
- Waller, Richard († 1715), englischer Naturforscher, Übersetzer und Illustrator
- Waller, Robert James (1939–2017), US-amerikanischer Schriftsteller
- Waller, Sepp (1921–1997), deutscher Politiker (GB/BHE), MdL
- Waller, Thomas M. (1840–1924), US-amerikanischer Politiker
- Waller, Thomas R. (* 1937), US-amerikanischer Malakologe und Paläontologe
- Waller, Tisha (* 1970), amerikanische Leichtathletin
- Waller, Ulrich (* 1956), deutscher Regisseur, Theaterleiter und Autor
- Waller, Wendy, US-amerikanische Opern- und Liedsängerin in der Stimmlage Koloratursopran/Sopran
- Waller, William († 1668), englischer Soldat, Abgeordneter im House of Commons
- Waller-Bridge, Isobel (* 1984), britische Komponistin
- Waller-Bridge, Phoebe (* 1985), britische Schauspielerin, Dramatikerin und DrehbuchautorinPhoebe Waller-Bridge (* 1985)

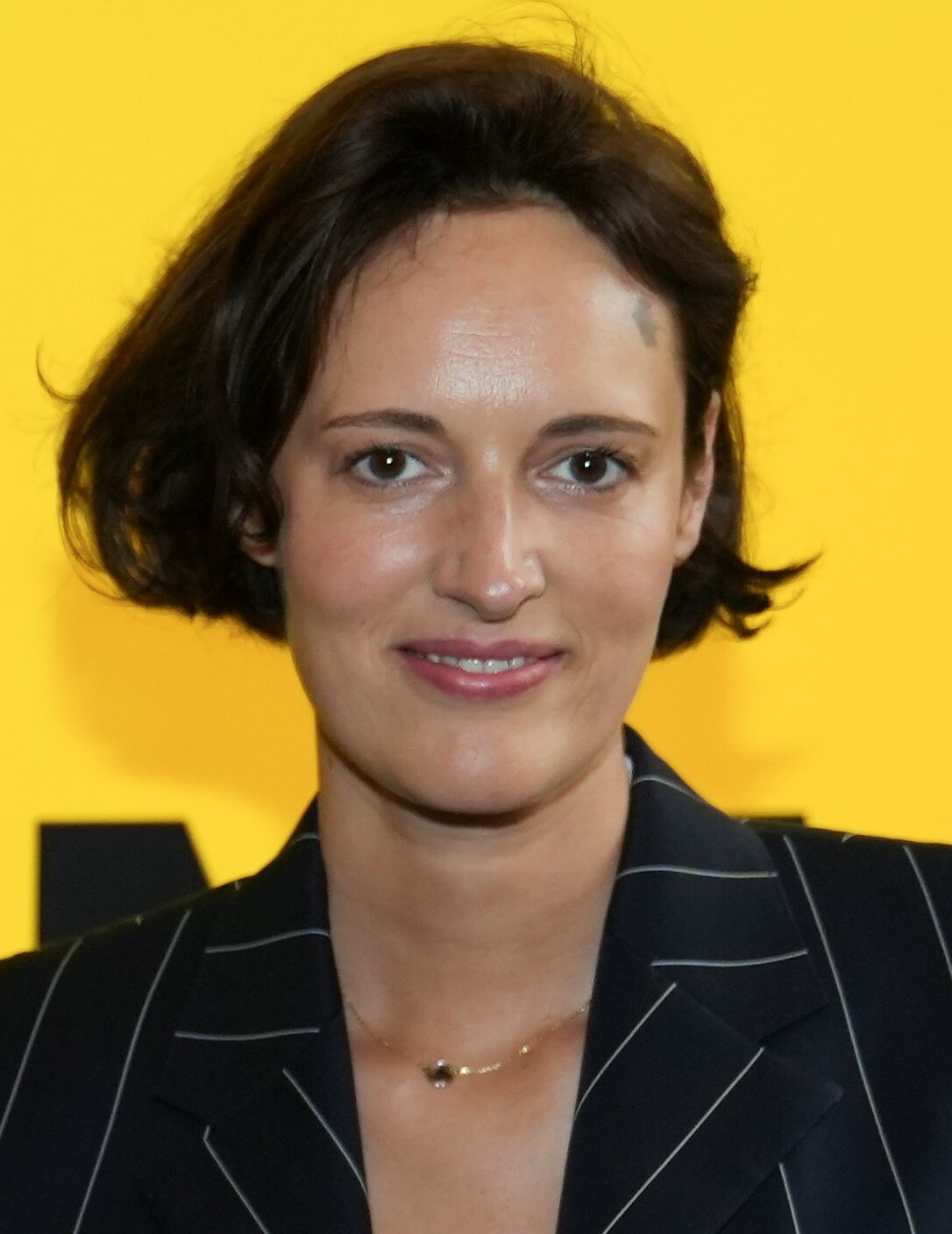
Phoebe Waller-Bridge (* 1985)

- Waller-Hunter, Joke (1946–2005), niederländische Politikerin
- Wallerant, Frédéric (1858–1936), französischer Mineraloge
- Wallerath, Maximilian (* 1941), deutscher Rechtswissenschaftler und Hochschullehrer
- Wallerius, Erik (1878–1967), schwedischer Segler
- Wallerius, Johan Gottschalk (1709–1785), schwedischer Chemiker und Mineraloge
- Wallersbrunn, Karl Ernst Siegmund von (1749–1821), preußischer Generalmajor, Kommandeur des Dragoner-Regiments Nr. 8 zuletzt des 2. Westpreußischen Dragoner-Regiments
- Wallerstedt, Jonas (* 1978), schwedischer Fußballspieler
- Wallerstein, Elinor von (1907–1985), österreichische Schauspielerin
- Wallerstein, George (1930–2021), US-amerikanischer Astronom
- Wallerstein, Herb (1925–1985), US-amerikanischer Filmregisseur und Filmproduzent
- Wallerstein, Immanuel (1930–2019), US-amerikanischer SozialwissenschaftlerImmanuel Wallerstein (1930–2019)

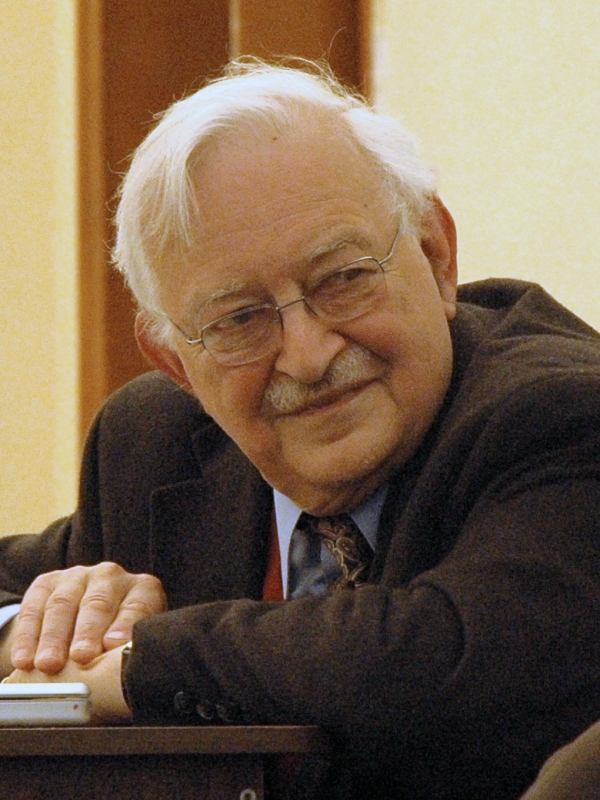
Immanuel Wallerstein (1930–2019)

- Wallerstein, Konrad (* 1879), tschechischer Gesangsprofessor und Komponist jüdischer Abstammung
- Wallerstein, Levi (1789–1865), Bankier
- Wallerstein, Lothar (1882–1949), österreichisch-amerikanischer Regisseur und Dirigent
- Walles, Heike (* 1962), deutsche Biologin
- Walles, Thorsten (* 1972), deutscher Thoraxchirurg
- Walles, Uko (1593–1653), niederländischer Bauer und Führer der Ukowallisten
- Walleser, Max (1874–1954), deutscher Indologe, Buddhologe
- Walleshauser, Johann (1735–1816), deutscher Opernsänger (Tenor) und Gesangspädagoge
- Wallet, Bernd (* 1971), niederländischer Geistlicher, Erzbischof von Utrecht der Altkatholischen Kirche der Niederlande
- Wallet, Urbain (1899–1973), französischer Fußballspieler
- Wallewein, Lea (* 1992), deutsche Skispringerin
- Walley, Samuel H. (1805–1877), US-amerikanischer Politiker
- Walley-Beckett, Moira, kanadische Drehbuchautorin und Schauspielerin
- Wallez, Gus, französischer Jazzmusiker (Schlagzeuger)
- Wallez, Jean-Pierre (* 1939), französischer Geiger und Musikpädagoge
- Wallez, Norbert (1882–1952), belgischer Journalist und Pfarrer

### Wallf
- Wallfisch, Benjamin (* 1979), britischer Komponist und Dirigent
- Wallfisch, Joanna (* 1985), englische Singer-Songwriterin
- Wallfisch, Paul (* 1964), US-amerikanischer Musiker
- Wallfisch, Peter (1924–1993), britischer Pianist
- Wallfisch, Raphael (* 1953), britischer CellistRaphael Wallfisch (* 1953)

Raphael Wallfisch (* 1953)

- Wallfisch, Simon (* 1982), deutsch-britischer Sänger und Cellist

### Wallg
- Wållgren, Gunn (1913–1983), schwedische Theaterschauspielerin
- Wallgren, Jan (1935–1996), norwegischer Komponist und Jazzmusiker
- Wallgren, Jan-Olof (* 1947), schwedischer Fußballspieler
- Wallgren, Marcus (* 1974), schwedischer Handballspieler
- Wallgren, Monrad Charles (1891–1961), US-amerikanischer Politiker

### Wallh
- Wallhauser, George M. (1900–1993), US-amerikanischer Politiker
- Wallhof, Hans (1931–2004), deutscher Ordensgeistlicher, Autor und Journalist
- Wallhofen, Karl von (1831–1894), deutscher Rittergutsbesitzer (Zentrum), MdR
- Wallhöfer, Ernst (1907–1992), deutscher Landrat

### Walli
- Walli, Anton (1816–1898), deutscher Jurist, Mitglied der Zweiten Kammer der Badischen Ständeversammlung
- Walli, Eldon (1913–2003), US-amerikanischer Kriegsberichterstatter
- Wallia († 418), König der Westgoten (415–418)
- Walliams, David (* 1971), britischer Schauspieler und Autor von KinderbüchernDavid Walliams (* 1971)

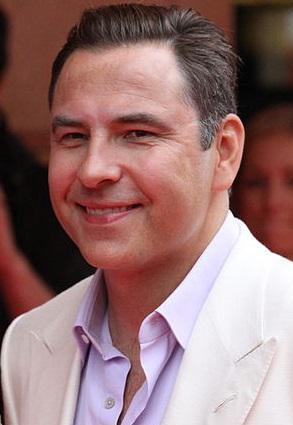
David Walliams (* 1971)

- Wallich, Dorothea Juliana (1657–1725), sächsische Alchemistin
- Wallich, George Charles (1815–1899), Militärarzt und Ozeanograf
- Wallich, Henry (1914–1988), US-amerikanischer Ökonom
- Wallich, Hermann (1833–1928), deutscher Bankier
- Wallich, Johann Ulrich von († 1673), sächsischer Jurist in schwedischen Diensten
- Wallich, Nathaniel (1786–1854), dänischer Botaniker
- Wallich, Paul (1882–1938), deutscher Bankier
- Wallichs, Adolf (1869–1959), deutscher Maschinenbauingenieur und Hochschullehrer an der RWTH Aachen
- Wallichs, Christian Adolf (1831–1922), deutscher Pädagoge und Politiker (NLP), MdR
- Wallichs, Julius (1829–1916), deutscher Arzt
- Wallies, Max (1856–1925), deutscher Altphilologe
- Wallieser, Michael (1892–1938), russlanddeutscher römisch-katholischer Geistlicher und Märtyrer
- Wallig, Otto (1898–1969), österreichischer Politiker (ÖVP), Landtagsabgeordneter, Mitglied des Bundesrates
- Wallimann, Edy (* 1946), Schweizer Musiker und Komponist
- Wallimann, Emil (* 1957), Schweizer Musiker, Dirigent und Komponist
- Wallimann, Hans (* 1953), Schweizer Politiker, Landammann von Obwalden
- Wallimann, Isidor (* 1944), Schweizer Ökonom und Soziologe
- Wallimann, Martin (1958–2014), Schweizer Verleger, Kunstdrucker und Politiker
- Wallimann, Patrick (* 1973), Schweizer Triathlet
- Wallimann, Theo (* 1946), Schweizer BiologeTheo Wallimann (* 1946)

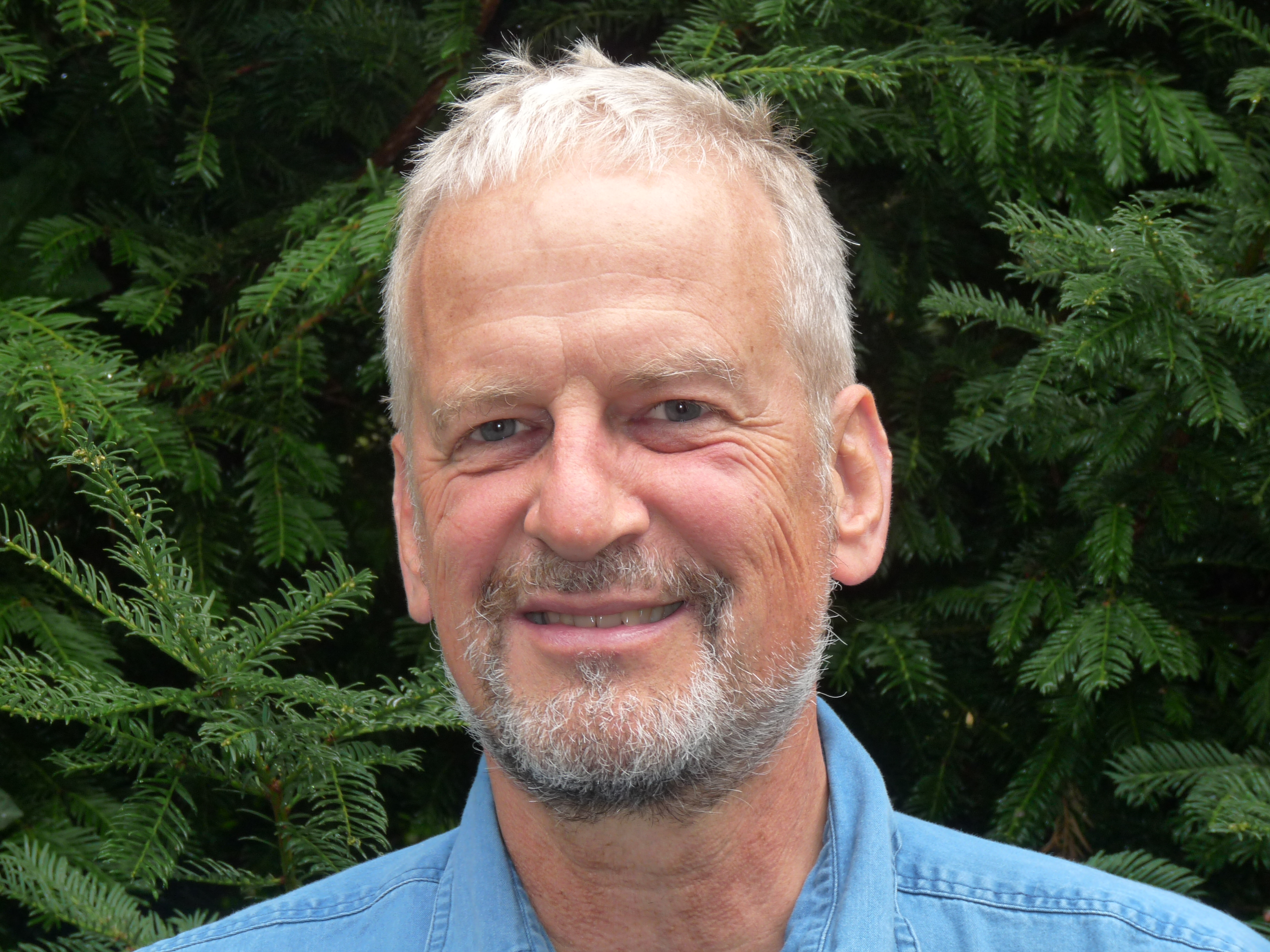
Theo Wallimann (* 1946)

- Wallin, Amanda (* 1991), schwedische Badmintonspielerin
- Wallin, Bengt-Arne (1926–2015), schwedischer (Jazz-)Komponist, Arrangeur, Trompeter und Flügelhornist
- Wallin, Christer (* 1969), schwedischer Schwimmer
- Wallin, Dan (1927–2024), US-amerikanischer Tonmeister
- Wallin, Elin (1884–1969), schwedische Malerin
- Wallin, Georg August (1811–1852), finnischer Orientalist
- Wallin, Harald (1887–1946), schwedischer Segler
- Wallin, Henry (1922–2013), schwedischer Jazzmusiker
- Wallin, Ingrid (* 1943), schwedische Schauspielerin
- Wallin, Ivan (1883–1969), US-amerikanischer Biologe
- Wallin, Jesse (* 1978), kanadischer Eishockeyspieler und -trainer
- Wallin, Johan Olof (1779–1839), schwedischer lutherischer Theologe, Erzbischof und Dichter
- Wallin, Niclas (* 1975), schwedischer Eishockeyspieler
- Wallin, Olle (* 2001), schwedischer Tennisspieler
- Wallin, Otto (* 1990), schwedischer Boxer im Schwergewicht
- Wallin, Per Henrik (1946–2005), schwedischer Jazz-Pianist und Komponist
- Wallin, Rasmus Bøgh (* 1996), dänischer Radrennfahrer
- Wallin, Rickard (* 1980), schwedischer Eishockeyspieler
- Wallin, Rolf (* 1957), norwegischer Komponist
- Wallin, Samuel (1856–1917), US-amerikanischer Politiker
- Wallin, Stefan (* 1967), finnischer Politiker, Mitglied des Reichstags
- Wallin, Ulf, schwedischer Violinist
- Wallin, Viktor (* 1980), schwedischer Eishockeyspieler
- Walling, Ansel T. (1824–1896), US-amerikanischer Politiker
- Walling, August (1911–1989), deutscher Lagerkommandant des KZ Hessental
- Walling, Edna (1896–1973), australische Landschaftsarchitektin, Fotografin und Autorin
- Walling, Johannes (1390–1458), deutscher römisch-katholischer Geistlicher an der römischen Kurie und Dompropst in Lübeck
- Walling, Sydney (1907–2009), antiguanischer Cricketspieler
- Walling, William (* 1926), amerikanischer Science-Fiction-Autor
- Wallinga, Herman Tammo (1925–2018), niederländischer Althistoriker
- Wallinger, Geoffrey (1903–1979), britischer Botschafter
- Wallinger, Karl (1957–2024), walisischer Musiker
- Wallinger, Mark (* 1959), britischer Künstler
- Wallinger, Veronika (* 1966), österreichische Skirennläuferin
- Wallingford, Jesse (1872–1944), britischer Sportschütze
- Wallingford, Ron (* 1933), kanadischer Marathonläufer
- Wallington, George (1924–1993), US-amerikanischer Pianist und Komponist des Modern Jazz
- Wallington, James (1944–1988), US-amerikanischer Boxer
- Wallinheimo, Sinuhe (* 1972), finnischer Eishockeyspieler und Politiker, Mitglied des Reichstags
- Wallinius, Karl (* 1999), schwedischer Handballspieler
- Wallis, Alfred (1855–1942), britischer Maler
- Wallis, Annabelle (* 1984), britische SchauspielerinAnnabelle Wallis (* 1984)

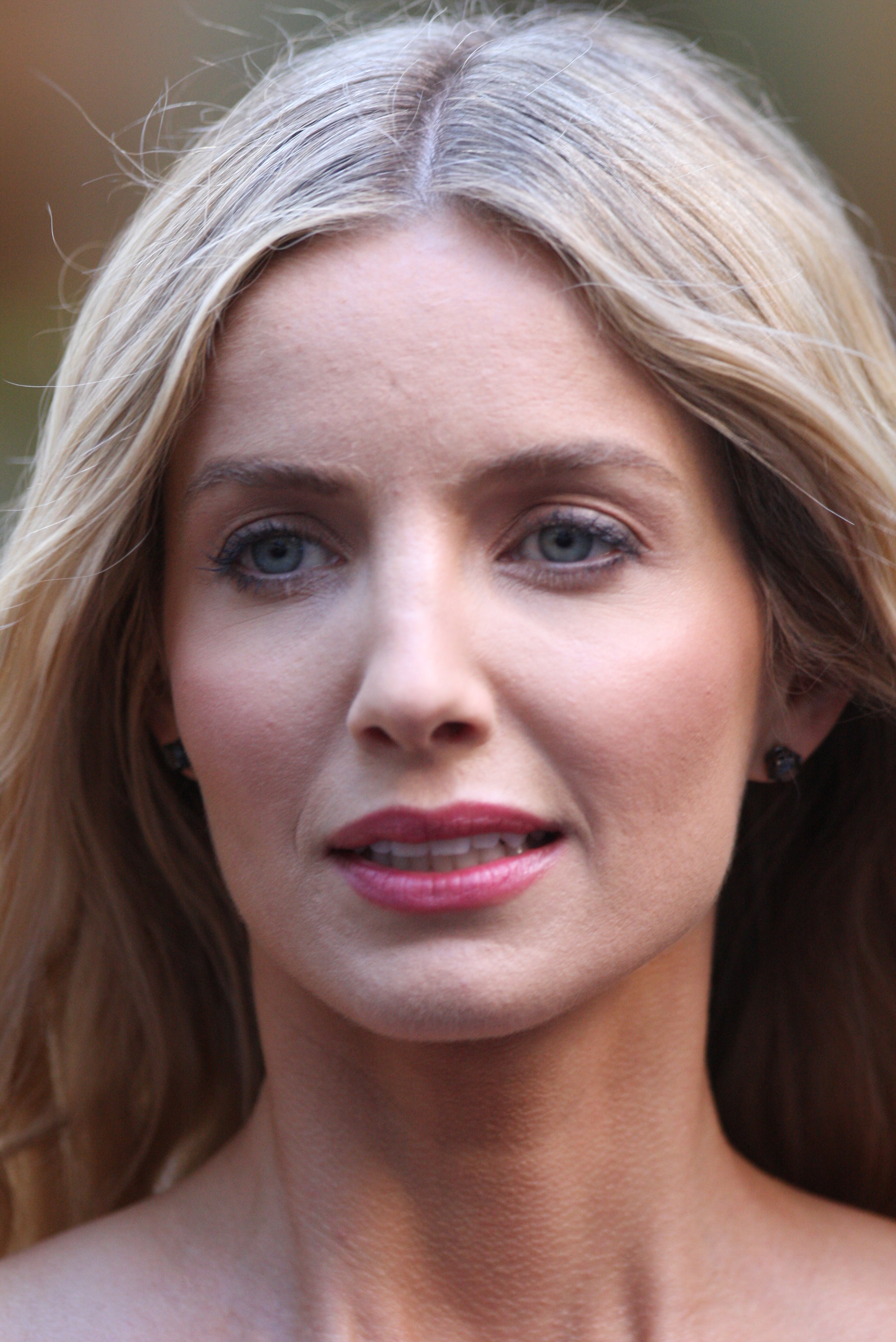
Annabelle Wallis (* 1984)

- Wallis, Barnes Neville (1887–1979), englischer Wissenschaftler
- Wallis, Daniel Ludwig (1792–1836), deutscher Rechtsanwalt
- Wallis, Diana (* 1954), britische Juristin, Politikerin (LibDem), MdEP
- Wallis, Erica (1945–1997), Schweizer Politikerin (SP)
- Wallis, Ernst Georg von (1637–1689), k.k. Feldmarschall-Lieutenant
- Wallis, Franz Paul von (1678–1737), österreichischer Feldmarschall
- Wallis, Franz Wenzel von (1696–1774), k. k. Feldmarschall, Ritter des goldenen Vließes und Chef des Infanterie-Regiments Nr. 11
- Wallis, Gary (* 1964), britischer Schlagzeuger und PercussionistGary Wallis (* 1964)

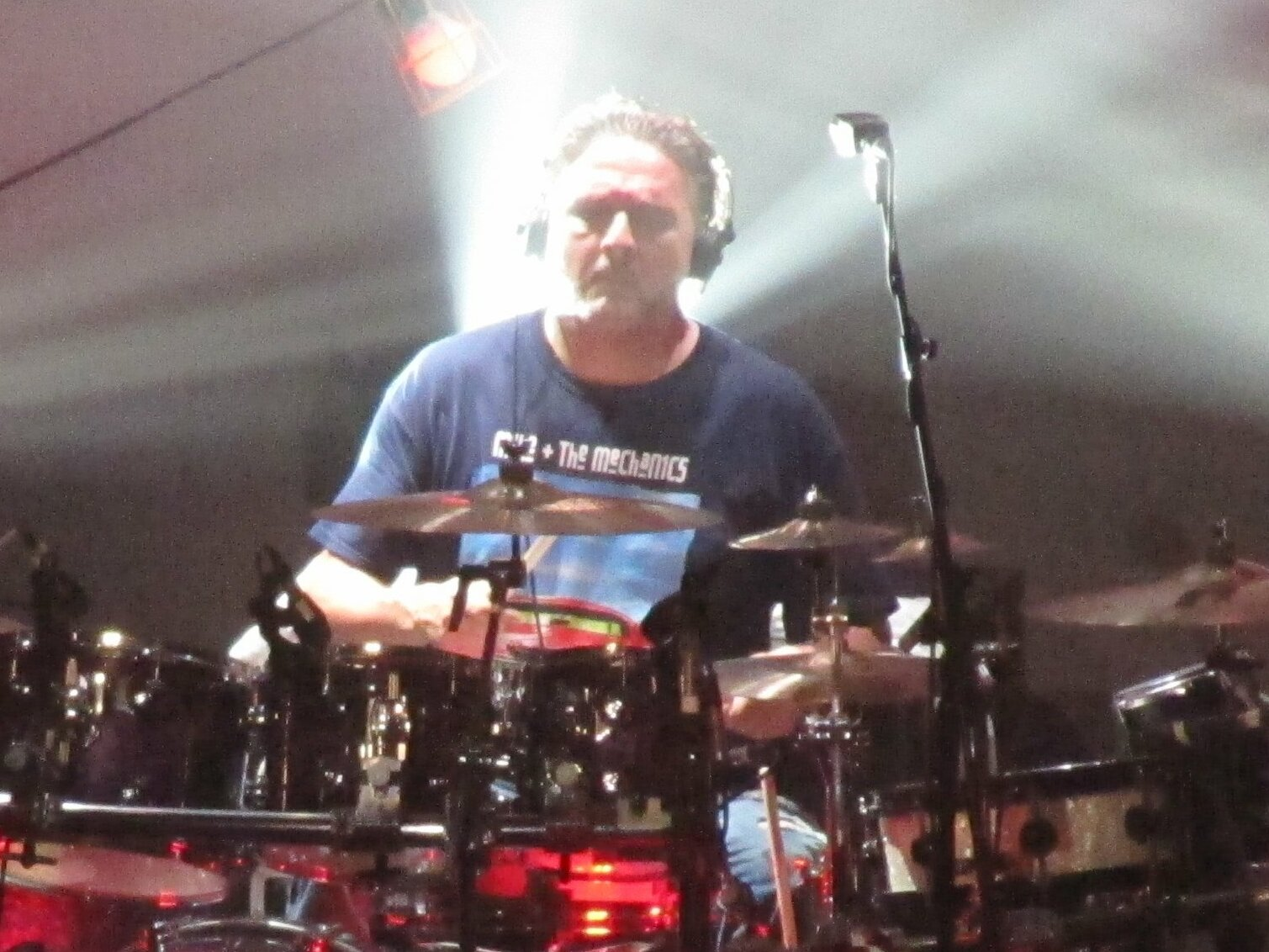
Gary Wallis (* 1964)

- Wallis, Georg Olivier von (1673–1744), österreichischer Feldmarschall
- Wallis, George Augustus (1761–1847), schottischer Landschaftsmaler, Zeichner und Kunstagent
- Wallis, Gustav (1830–1878), deutscher Botaniker
- Wallis, Hal B. (1898–1986), US-amerikanischer Filmproduzent
- Wallis, Hedwig (1921–1997), deutsche Ärztin und Politikerin (CDU), MdHB
- Wallis, Henry (1830–1916), britischer Maler
- Wallis, Hugo von (1910–1993), deutscher Jurist
- Wallis, Jim (* 1948), US-amerikanischer Prediger, linksevangelikaler Geistlicher und Buchautor
- Wallis, John (1616–1703), englischer Mathematiker
- Wallis, Joseph (1873–1919), britischer Rugbyspieler
- Wallis, Joseph von (1767–1818), kaiserlich österreichischer Staatsmann und Ritter des Ordens vom Goldenen Vlies
- Wallis, Larry (1949–2019), britischer Rockgitarrist, Songwriter und Musikproduzent
- Wallis, Michael (* 1945), amerikanischer Journalist, Historiker, Autor und Redner
- Wallis, Michael Johann von (1732–1798), österreichischer Feldmarschall und Hofkriegsratspräsident
- Wallis, Mieczysław (1895–1975), polnischer Philosoph und Kunsthistoriker
- Wallis, Olivier Remigius von (1742–1799), k.k. Feldzeugmeister
- Wallis, Patrik Olivier von (1724–1787), k.k. Feldmarschall-Lieutenant und Ritter des Maria-Theresia-Ordens
- Wallis, Quvenzhané (* 2003), US-amerikanische Schauspielerin
- Wallis, Ruth (1920–2007), amerikanische Sängerin und Songwriterin
- Wallis, Samuel († 1795), britischer Forschungsreisender
- Wallis, Velma (* 1960), US-amerikanische Schriftstellerin vom Stamme der Gwich'in
- Wallis, Wilson Allen (1912–1998), US-amerikanischer Wirtschaftswissenschaftler
- Wallis, Wilson D. (1886–1970), US-amerikanischer Anthropologe
- Wallisch, Erna (1922–2008), deutsch-österreichische Aufseherin im KZ Ravensbrück und KZ Majdanek
- Wallisch, Friedrich (1890–1969), österreichischer Erzähler, Dramatiker, Lyriker und Arzt
- Wallisch, Gottlieb (* 1978), österreichischer Pianist
- Wallisch, Koloman (1889–1934), österreichischer sozialdemokratischer Arbeiterführer, Landtagsabgeordneter, Abgeordneter zum Nationalrat
- Wallisch, Michael (* 1985), deutscher Boxer
- Wallisch, Paula (1893–1986), österreichische Politikerin und Widerstandskämpferin, Abgeordnete zum Nationalrat
- Wallisch, Raimund (* 1969), österreichischer SchauspielerRaimund Wallisch (* 1969)

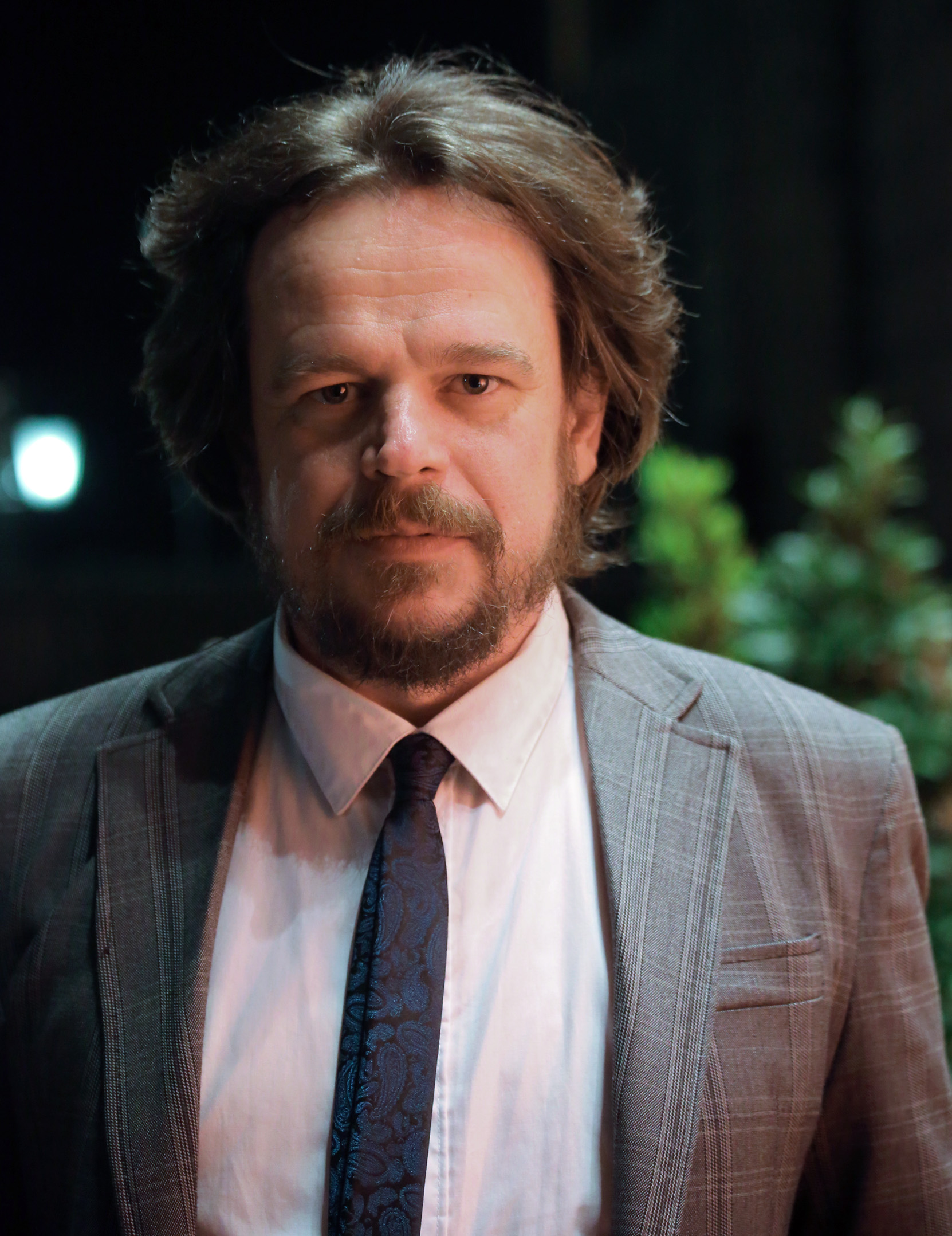
Raimund Wallisch (* 1969)

- Wallisch, Stefan (* 1970), österreichischer Journalist
- Wallisch, Tom (* 1987), US-amerikanischer Freeskier
- Wallisch, Wilhelm (1862–1952), österreichischer Zahnmediziner
- Wallischeck, Franz (1865–1941), deutscher Maler
- Walliser, Bruno (* 1966), Schweizer Politiker (SVP)
- Walliser, Christoph Thomas (1568–1648), elsässischer Komponist
- Walliser, Maria (* 1963), Schweizer SkirennläuferinMaria Walliser (* 1963)

Maria Walliser (* 1963)

- Walliser, Otto Heinrich (1928–2010), deutscher Paläontologe und Hochschullehrer
- Walliser, Patrick (* 1951), Schweizer Musiker und Hochschulprofessor
- Walliser, Tanja (* 1986), Schweizer Politikerin
- Walliser, Ursi (* 1975), schweizerische Skeletonpilotin
- Walliser, Wilhelm (1831–1898), badischer Bildhauer
- Wallishauser, Clemens (* 1973), österreichischer Squashspieler
- Wallison (* 2001), brasilianischer Fußballspieler
- Wallitzek, Frank (* 1977), deutscher Hörfunkmoderator

### Wallm
- Wallman, Arvid (1901–1982), schwedischer Wasserspringer
- Wallman, Henry (1915–1992), US-amerikanischer Mathematiker und Elektronik-Spezialist
- Wallmann, Astrid (* 1979), deutsche Politikerin (CDU), MdL
- Wallmann, Carl (* 1816), deutscher Räuber
- Wallmann, H. Johannes (* 1952), deutscher Komponist für Raumklang und Landschaftsklang
- Wallmann, Heinrich (1827–1898), österreichischer Mediziner und Militär
- Wallmann, Johann Christian (1811–1865), deutscher Theologe und Aktivist der Erweckungsbewegung
- Wallmann, Johannes (1852–1935), deutscher Konteradmiral der Kaiserlichen Marine
- Wallmann, Johannes (1930–2021), deutscher Theologe
- Wallmann, Johannes (* 1974), deutsch-kanadischer Jazzmusiker (Piano, Komposition)
- Wallmann, Jürgen Peter (1939–2010), deutscher Literaturkritiker und Essayist
- Wallmann, Klaus (* 1960), deutscher Chemiker
- Wallmann, Margarete (1904–1992), deutsch-österreichische Tänzerin, Choreographin, Opernregisseurin, Bühnenbildnerin
- Wallmann, Walter (1932–2013), deutscher Jurist und Politiker (CDU), MdL, MdBWalter Wallmann (1932–2013)

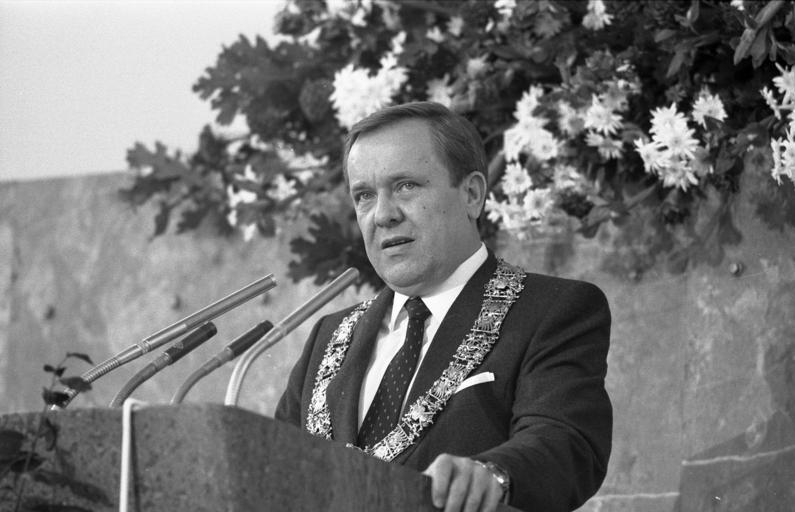
Walter Wallmann (1932–2013)

- Wallmann, Walter junior (* 1962), deutscher Jurist
- Wallmann, Wilhelm (* 1941), deutscher Jurist und Politiker (CDU)
- Wallmark, Gabriel (* 2002), schwedischer Dreispringer
- Wallmark, Lucas (* 1995), schwedischer Eishockeyspieler
- Wallmenich, Clementine von (1849–1908), deutsche Krankenschwester und Generaloberin der Schwesternschaften des Deutschen Roten Kreuzes
- Wallmenich, Karl von (1854–1929), deutscher Oberst und Schriftsteller
- Wallmersperger, Thomas (* 1971), deutscher Ingenieur mit Schwerpunkt Smart Structures
- Wallmoden, Amalie Sophie von (1704–1765), Mätresse von König Georg II. von Großbritannien, Countess of Yarmouth
- Wallmoden, Thedel von (* 1958), deutscher Germanist, Verleger und Hochschullehrer
- Wallmoden-Gimborn, Johann Ludwig von (1736–1811), Generalmajor und KunstsammlerJohann Ludwig von Wallmoden-Gimborn (1736–1811)

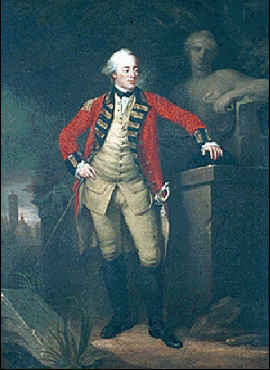
Johann Ludwig von Wallmoden-Gimborn (1736–1811)

- Wallmoden-Gimborn, Karl von (1792–1883), k. k. General der Kavallerie und letzter Vertreter der Grafen von Wallmoden
- Wallmoden-Gimborn, Ludwig von (1769–1862), österreichischer General der Kavallerie
- Wallmüller, Ernest (* 1953), österreichischer Informatiker
- Wallmüller, Karl (1913–1944), österreichischer Fußballspieler
- Wallmüller, Oskar (1842–1920), preußischer Generalleutnant

### Walln
- Wallnau, Lance, US-amerikanischer Geistlicher, Prediger, Autor und politischer Aktivist
- Wallner, Agnes (1824–1901), deutsche Schauspielerin
- Wallner, Alarich (1922–2005), österreichischer Komponist, Dirigent und Pädagoge
- Wallner, Anton († 1810), Gastwirt und FreiheitskämpferAnton Wallner († 1810)

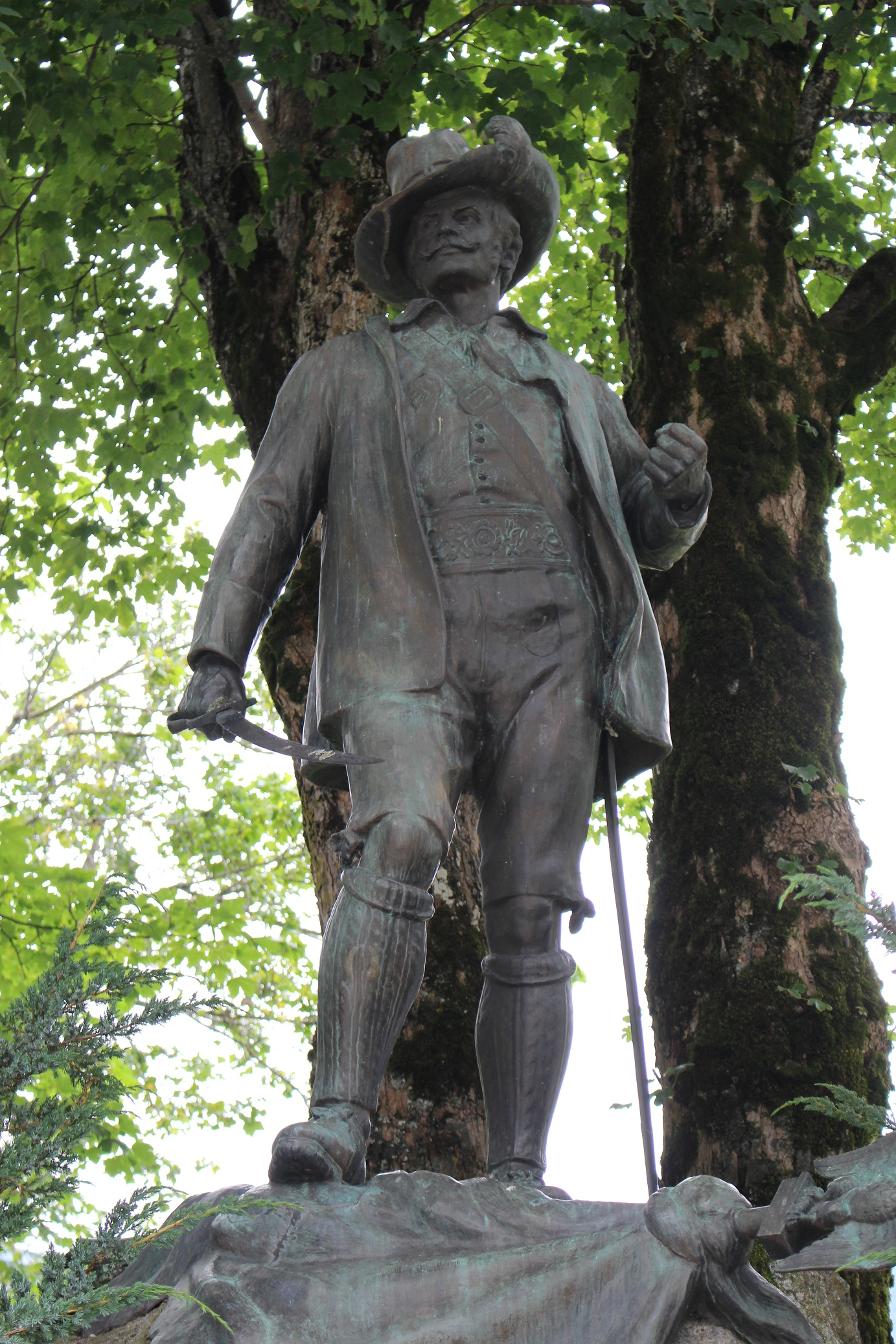
Anton Wallner († 1810)

- Wallner, Arnulf (1936–1975), deutscher Maler und Grafiker
- Wallner, August (1906–1965), deutscher Oberinspektor und Politiker (SPD), MdL Bayern
- Wallner, Bertha Antonia (1876–1956), deutsche Musikwissenschaftlerin
- Wallner, Carl Raimund (1881–1934), deutscher Mathematiker und Mathematikhistoriker
- Wallner, Christian (1948–2010), österreichischer Schriftsteller
- Wallner, Claus (1926–1979), deutscher Maler und Grafiker
- Wallner, Érika (1941–2016), argentinische Schauspielerin
- Wallner, Ernst M. (1912–2007), deutscher Soziologe, Pädagoge und Hochschullehrer
- Wallner, Ferdl (* 1930), österreichischer Skispringer, Skisprungtrainer und Skisprungfunktionär
- Wallner, Franz (1810–1876), österreichisch-deutscher Theaterschauspieler, -intendant und Schriftsteller
- Wallner, Franz (1854–1940), Schauspieler, Theaterdirektor und Schriftsteller
- Wallner, Franz (1883–1956), österreichischer Politiker (CS), Landtagsabgeordneter
- Wallner, Friedrich (* 1945), österreichischer Philosoph und Wissenschaftstheoretiker
- Wallner, Georg (* 1906), deutscher Jurist und Landrat
- Wallner, Gerlinde (* 1982), österreichische Radiomoderatorin
- Wallner, Hans (1865–1941), österreichischer Schauspieler, Bühnenregisseur und Sänger
- Wallner, Hans (* 1950), deutscher Politiker (CSU), MdL
- Wallner, Hans (* 1953), österreichischer Skispringer
- Wallner, Heinrich (* 1941), österreichischer Skilangläufer
- Wallner, Hubert (1941–2018), österreichischer Moderator
- Wallner, Hubert (* 1976), österreichischer Haubenkoch
- Wallner, Irene, österreichische Opernsängerin (Alt) und Gesangspädagogin
- Wallner, Johan (* 1965), schwedischer Skirennläufer
- Wallner, Johannes (* 1988), deutscher Koch
- Wallner, Josef (1898–1983), österreichischer Politiker (ÖVP), Abgeordneter zum Nationalrat
- Wallner, Josef (1902–1974), österreichischer Politiker (CSP, ÖVP), Mitglied des Bundesrates
- Wallner, Josef (1908–1991), deutscher Politiker (WAV, DP), MdB
- Wallner, Julia (* 1974), deutsche Kunsthistorikerin und Museumsdirektorin
- Wallner, Kalle (* 1972), deutscher Musiker (Gitarre)
- Wallner, Karl (* 1963), österreichischer Ordenspriester, Zisterzienser und HochschulprofessorKarl Wallner (* 1963)

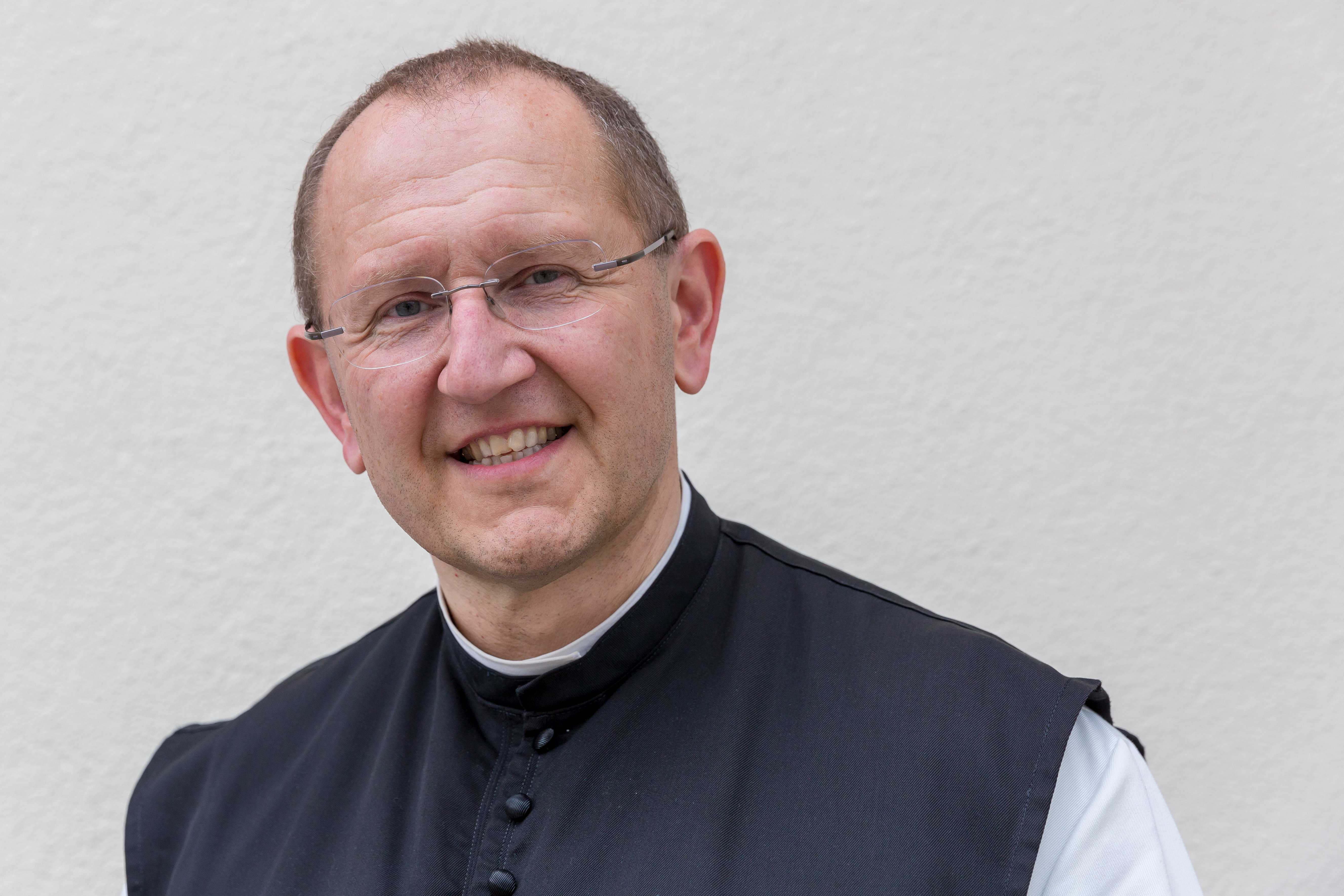
Karl Wallner (* 1963)

- Wallner, Kurt (* 1958), österreichischer Politiker (SPÖ), Abgeordneter zum Nationalrat
- Wallner, Laura (* 1998), österreichische Freestyle-Skisportlerin
- Wallner, Leo (1931–2013), österreichischer Ordensmann, Priester und Medienschaffender
- Wallner, Leo (1935–2015), österreichischer Manager und Sportfunktionär
- Wallner, Lukas (* 2003), österreichischer Fußballspieler
- Wallner, Manuel (* 1988), österreichischer Fußballspieler
- Wallner, Marina (* 1994), deutsche Skirennläuferin
- Wallner, Mark (* 1999), deutscher Tennisspieler
- Wallner, Markus (* 1967), österreichischer Politiker (ÖVP), Landtagsabgeordneter und Vorarlberger Landeshauptmann
- Wallner, Markus (* 1996), österreichischer Fußballspieler
- Wallner, Martha (1927–2018), österreichische Schauspielerin
- Wallner, Matthias (* 1975), österreichischer Skispringer
- Wallner, Max (1891–1951), deutscher Librettist, Liedtexter, Komponist und Drehbuchautor
- Wallner, Michael (* 1958), österreichischer Autor, Schauspieler und Theaterregisseur
- Wallner, Nadine (* 1989), österreichische Skisportlerin
- Wallner, Ralph (* 1968), deutscher Theaterautor
- Wallner, Regina (* 1978), deutsche Moderatorin, Redakteurin und Sprecherin
- Wallner, Reinhard (* 1960), österreichischer Barpianist
- Wallner, Roman (* 1982), österreichischer FußballspielerRoman Wallner (* 1982)

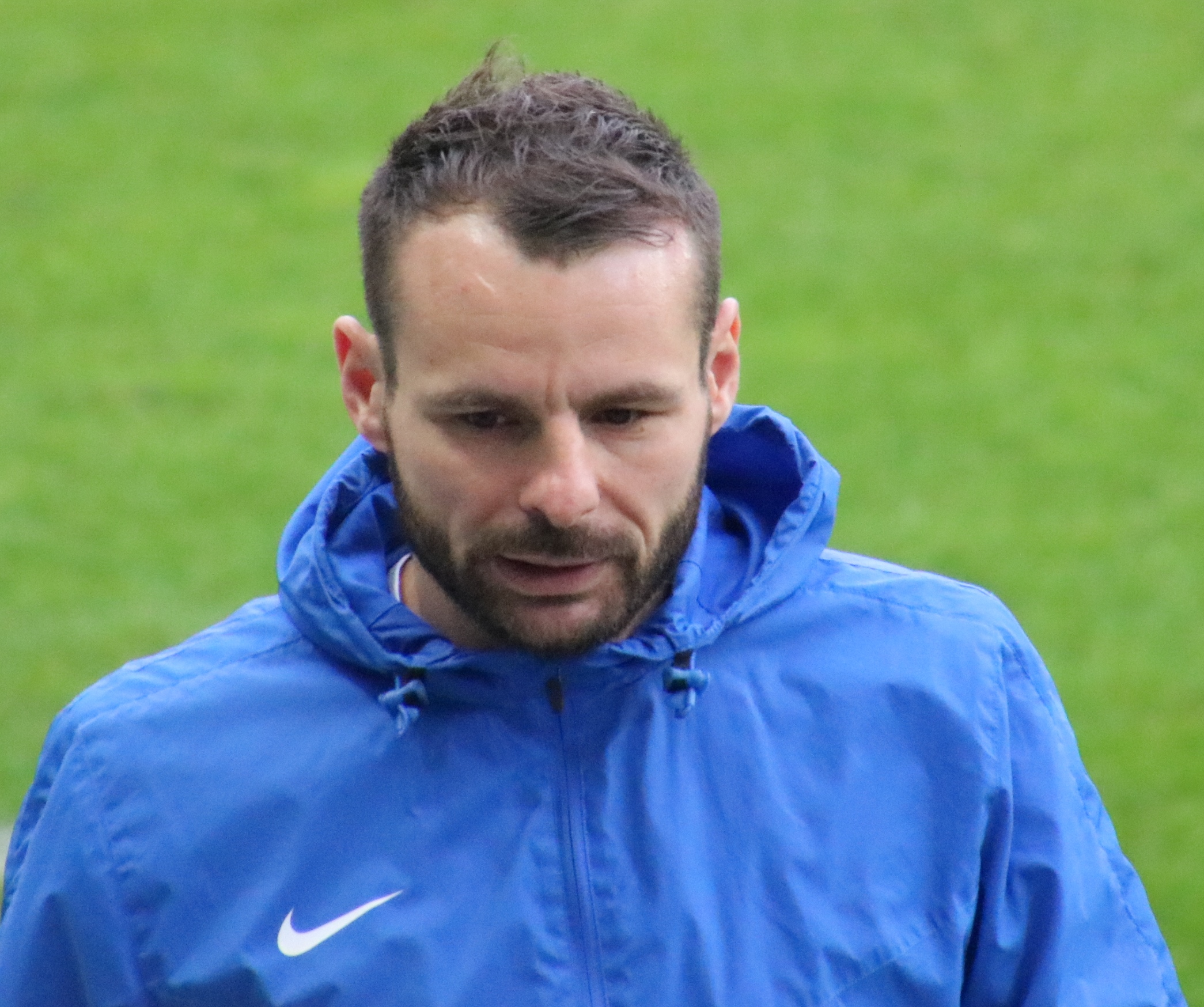
Roman Wallner (* 1982)

- Wallner, Rudolf (1903–1944), österreichischer Beamter und Widerstandskämpfer gegen den Nationalsozialismus
- Wallner, Silvan (* 2002), schweizerisch-österreichischer Fussballspieler
- Wallner, Simon (* 1970), österreichischer Politiker (ÖVP), Landtagsabgeordneter
- Wallner, Stefan (* 1971), österreichischer Politiker (Grüne)
- Wallner, Susi (1868–1944), österreichische Schriftstellerin und Heimatdichterin
- Wallner, Teut (1923–2018), deutsch-schwedischer Psychologe und Graphologe
- Wallner, Thomas (1938–2024), Schweizer Historiker, ehemaliger Gymnasiallehrer und Politiker
- Wallner, Valentina (* 1990), schwedische Eishockeyspielerin
- Wallner, Viktor (1922–2012), österreichischer Politiker (ÖVP), Landtagsabgeordneter
- Wallner, Wolfgang (1884–1964), österreichischer Bildhauer
- Wallner-Basté, Franz (1896–1984), deutscher Übersetzer, Autor, Publizist, Rundfunkintendant und Senatsrat in Berlin
- Wallnig, Josef (* 1946), österreichischer Dirigent und emeritierter Hochschullehrer des Salzburger Mozarteums
- Wallnig, Thomas (* 1975), italienischer Historiker
- Wallnöfer, Adolf (1854–1946), österreichischer Komponist und Opernsänger (Tenor)
- Wallnöfer, Eduard (1913–1989), österreichischer Politiker und Landeshauptmann von Tirol (1963–1987)Eduard Wallnöfer (1913–1989)

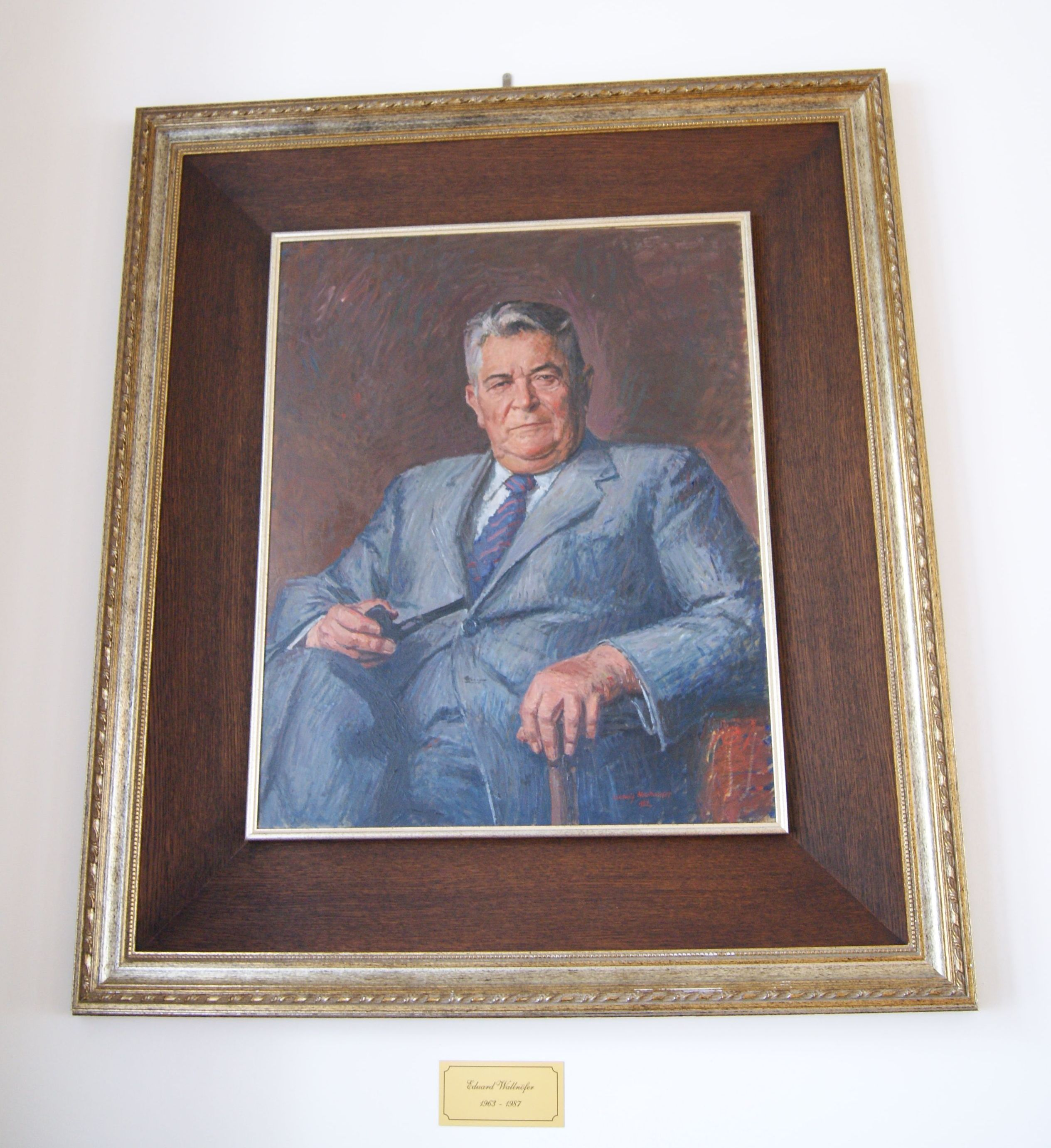
Eduard Wallnöfer (1913–1989)

- Wallnöfer, Elsbeth (* 1963), italienische Volkskundlerin
- Wallny, Dieter (* 1947), deutscher Fußballspieler

### Wallo
- Walløe, Peder Olsen (1716–1793), dänischer Kaufmann und Forschungsreisender
- Wallon, Alfred (* 1957), deutscher Autor
- Wallon, Henri (1812–1904), französischer Historiker und Staatsmann
- Wallop, Malcolm (1933–2011), US-amerikanischer Politiker
- Walloschke, Max (1889–1974), deutscher Gewichtheber und Berufsringer
- Wallot, Christian (* 1978), deutscher Boxer
- Wallot, Johann Wilhelm (1743–1794), deutsch-französischer Astronom
- Wallot, Julius (1876–1960), deutscher Physiker
- Wallot, Paul (1841–1912), deutscher Architekt und Hochschullehrer
- Walloth, Wilhelm (1854–1932), deutscher Schriftsteller
- Wallow, Hans (* 1939), deutscher Politiker (SPD), MdB

### Wallp
- Wallpach, Arthur von (1866–1946), österreichischer Dichter und Schriftsteller
- Wallprecht, Klaus (* 1947), österreichischer Musikpädagoge und Opernsänger mit der Stimmlage Bariton

### Wallq
- Wallquist, Benjamin (* 2000), österreichischer Fußballspieler

### Wallr
- Wallrabenstein, Astrid (* 1969), deutsche Rechtswissenschaftlerin, Hochschullehrerin und Richterin des Bundesverfassungsgerichts
- Wallrabenstein, Wulf (* 1941), deutscher Fachdidaktiker
- Wallraf, Ferdinand Franz (1748–1824), deutscher Botaniker, Mathematiker, Priester und Kunstsammler
- Wallraf, Lothar (1923–2005), deutscher Historiker und Archivar
- Wallraf, Max (1859–1941), deutscher Politiker (DNVP, NSDAP), MdRMax Wallraf (1859–1941)

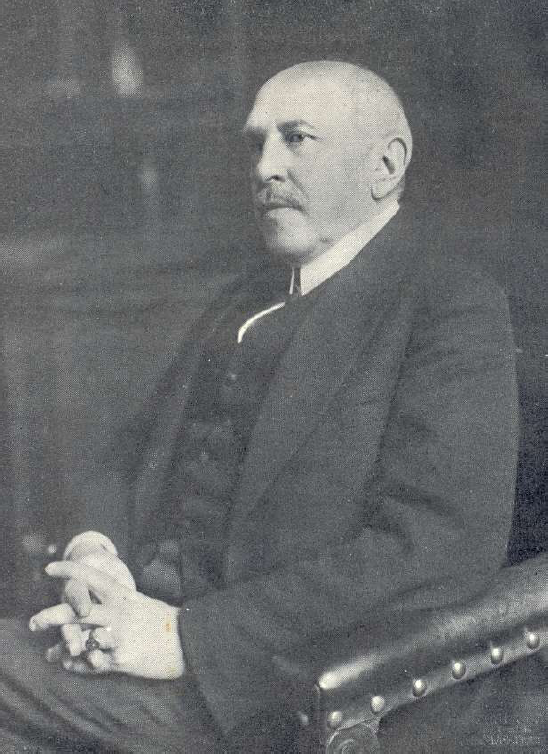
Max Wallraf (1859–1941)

- Wallraf, Max (1891–1972), preußischer Verwaltungsjurist und Landrat
- Wallraf, Mirco (* 1974), deutscher Schauspieler
- Wallraff, Alma (1984–2024), deutsche Lyrikerin
- Wallraff, Andreas (* 1971), deutscher Physiker und Hochschullehrer
- Wallraff, Arnold (* 1949), deutscher Wirtschaftswissenschaftler und Jurist
- Wallraff, Cuco (* 1963), deutscher Schauspieler
- Wallraff, Diego (* 1961), deutscher Schauspieler
- Wallraff, Dieter (1942–1995), deutscher Politiker (SPD), MdL
- Wallraff, Günter (* 1942), deutscher Investigativjournalist und SchriftstellerGünter Wallraff (* 1942)

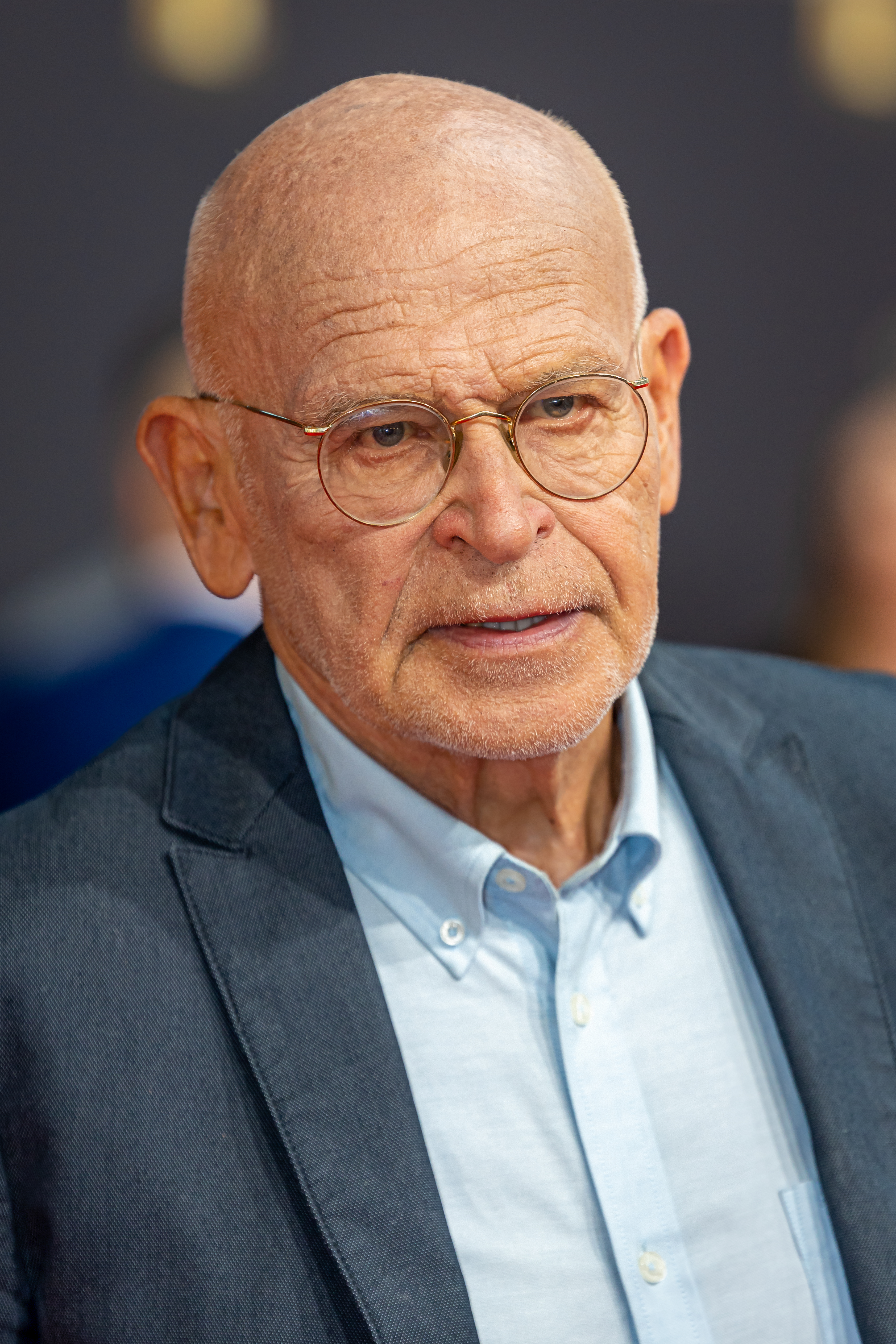
Günter Wallraff (* 1942)

- Wallraff, Hermann Josef (1913–1995), deutscher Theologe und Jesuit
- Wallraff, Martin (* 1966), deutscher evangelischer Kirchenhistoriker
- Wallrath, Klaus (* 1959), deutscher Kirchenmusiker und Komponist
- Wallreuther, Johann Anton (1673–1734), katholischer Priester, Weihbischof von Worms (1731–1734)
- Wallreuther, Peter Friedrich (1712–1786), katholischer Geistlicher, Dekan des Kollegiatstiftes St. Martin in Worms
- Wallrodt, Clemens (1960–1995), deutscher Maler
- Wallrodt, Lars (* 1975), deutscher Sportjournalist
- Wallroth, Anton (1876–1962), deutscher Politiker (Deutschnationale Volkspartei), Landrat des Kreises Flensburg-Land und Regierungspräsident der Provinz Schleswig-Holstein
- Wallroth, Anton Friedrich Christoph (1803–1876), deutscher evangelisch-lutherischer Geistlicher
- Wallroth, Christoffer (1841–1916), schwedischer Landschaftsmaler
- Wallroth, Erich (1876–1929), deutscher Syndikus und Diplomat
- Wallroth, Ernst (1851–1912), deutscher evangelisch-lutherischer Geistlicher
- Wallroth, Friedrich Wilhelm (1792–1857), deutscher Arzt, Botaniker und Mykologe
- Wallroth, Konrad (* 1933), deutscher Fußballspieler
- Wallroth, Martin (* 1964), deutscher Philosoph, Psychologe und Hochschullehrer
- Wallroth, Werner W. (1930–2011), deutscher Regisseur und Autor

### Walls
- Walls, Cara (* 1993), US-amerikanische Fußballspielerin
- Walls, Daniel Frank (1942–1999), neuseeländischer Physiker
- Walls, Jeannette (* 1960), US-amerikanische Journalistin und AutorinJeannette Walls (* 1960)

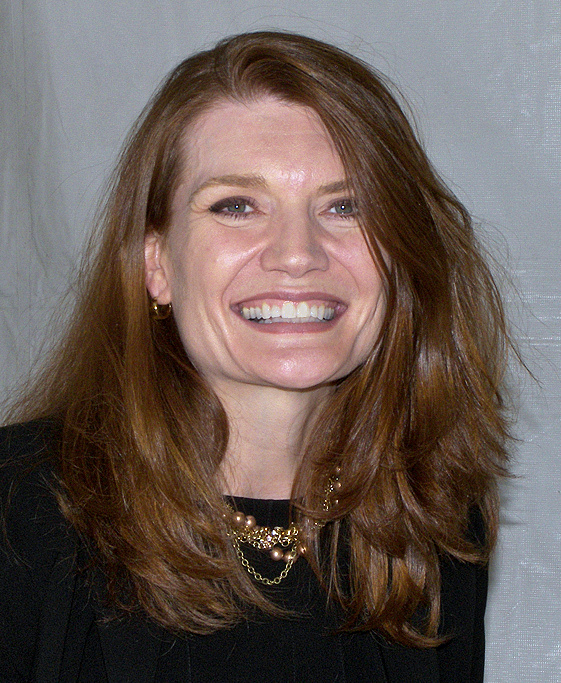
Jeannette Walls (* 1960)

- Walls, Josiah T. (1842–1905), US-amerikanischer Politiker
- Walls, Judith, niederländische Ökonomin und Hochschullehrerin
- Walls, Matthew (* 1998), britischer Radrennfahrer
- Walls, Moira (* 1952), britische Hochspringerin, Weitspringerin und Fünfkämpferin
- Walls, Tom (1883–1949), britischer Schauspieler (Komiker), Regisseur und Produzent bei Bühne und Film
- Walls, Vann (1918–1999), US-amerikanischer R&B-Pianist und Songwriter
- Walls, Will (1912–1993), US-amerikanischer American-Football-Spieler
- Wallscheid, Sascha (* 1966), deutscher Bahnradsportler
- Wallschläger, Amadeus (* 1985), deutscher Fußballspieler
- Wallschläger, Hans-Dieter (* 1947), deutscher Biologe und Genealoge
- Wallson, Hans (* 1966), schwedischer Eishockeytrainer
- Wallstab, Willi (1888–1956), deutscher Politiker (KPD, SED)
- Wallstedt, Jesper (* 2002), schwedischer Eishockeytorwart
- Wallstein, Maja (* 1986), deutsche Politikerin (SPD), MdBMaja Wallstein (* 1986)

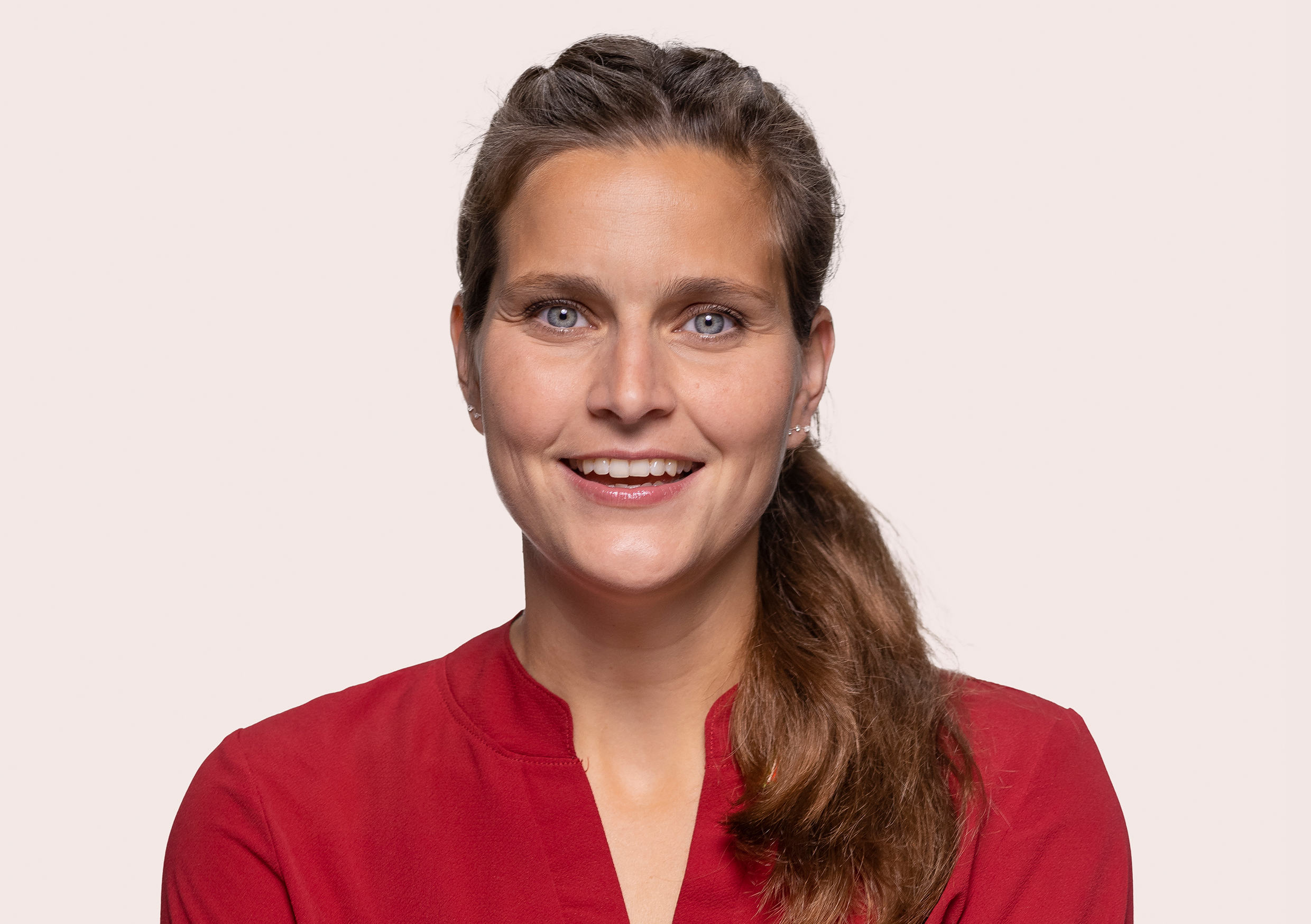
Maja Wallstein (* 1986)

- Wallström, Margot (* 1954), schwedische Politikerin
- Wallström, Martin (* 1983), schwedischer Schauspieler

### Wallt
- Wallthor, Moritz Hartlieb von (1852–1936), k.k. Generalmajor

### Wallu
- Walluhn, Ulrich (* 1959), deutscher Autor und politischer Aktivist
- Wallum, Sibylle (* 1979), deutsche Kostümbildnerin
- Wallumrød, Christian (* 1971), norwegischer Jazz-Pianist und Komponist
- Wallumrød, Susanna (* 1979), norwegische Sängerin, Pianistin und Songwriterin

### Wallw
- Wallwey, Albert (1897–1970), deutscher Politiker (NSDAP), MdR und SA-Führer
- Wallwiener, Diethelm (* 1954), deutscher gynäkologischer Onkologe
- Wallwiener, Markus (* 1980), deutscher Gynäkologe und Hochschullehrer
- Wallwitz, Nikolaus von (1852–1941), deutscher Botschafter
- Wallwork, Brian (* 1951), englischer Badmintonspieler
- Wallwork, Elizabeth (1883–1969), englisch-neuseeländische Porträt- und Pastellmalerin
- Wallwork, Jenny (* 1987), englische Badmintonspielerin
- Wallwork, Jillian (* 1962), englische Badmintonspielerin
- Wallwork, Ron (* 1941), britischer Geher
- Wallwork, Ronnie (* 1977), englischer Fußballspieler

### Wally
- Wally, Barbara (* 1947), österreichische Kunsthistorikerin
- Wally, Eddy (1932–2016), belgischer Sänger
- Wally, Ernst (* 1976), österreichischer Organist und Komponist
- Wally, Leopold (1918–1978), österreichischer Politiker (SPÖ), Landtagsabgeordneter, Mitglied des Bundesrates
- Wally, Thomas (* 1981), österreichischer Komponist, Violinist und Hochschulpädage